# Soissons
Pour les articles ayant des titres homophones, voir Soisson.
Pour les articles homonymes, voir Soissons-sur-Nacey.
Soissons [swa.ˈsɔ̃] est une commune française située dans le département de l'Aisne, en région culturelle et historique de Picardie, administrative Hauts-de-France. Elle est la première capitale du royaume des Francs.
Deuxième plus grande ville du département et sous-préfecture, elle est connue pour l'épisode du vase de Soissons à la suite de la prise de la ville par Clovis en 486, d'où elle tire son surnom de « la cité du Vase ». Clovis y établit aussi sa capitale jusqu'en 508 après Tournai puis la ville est la capitale de plusieurs rois Mérovingiens. Elle est située au cœur du Bassin Parisien sur le plateau picard.
Soissons possède un patrimoine historique et architectural varié, illustré par des édifices comme l’abbaye Saint-Jean-des-Vignes, la cathédrale Saint-Gervais-et-Saint-Protais et l’abbaye Saint-Léger, témoins de son passé médiéval et religieux. Depuis 2022, un spectacle de vidéo-mapping est proposé sur plusieurs sites emblématiques. 
Située dans le sud de la Picardie, la ville joue un rôle de pôle administratif et économique, avec un tissu d’activités diversifié associant industrie, services et enseignement supérieur comme la présence de l'IUT de l'Aisne, le parc tertiaire Gouraud ou encore son centre-ville et ses nombreuses zones commerciales. Son environnement, marqué par la présence de l’Aisne et d’espaces verts, ainsi que ses équipements culturels tels que la Cité de la Musique et de la Danse, en font un cadre propice aux activités culturelles et à la vie locale.
Son aire d'attraction est la 128ème de France, et est composé de presque 80 000 habitants.
Ses habitants sont les Soissonnais.

## Géographie

### Localisation
Située dans un méandre de la rivière Aisne, au centre du département homonyme, elle en constitue la seconde aire urbaine, avec 63 943 habitants.
La cité se trouve au centre de la région naturelle du Soissonnais, point de jonction naturel des trois zones géographiques et culturelles que sont l'ancienne région Picardie, l'ancienne région Champagne et l'Île-de-France.
Par sa position géographique, elle subit d'ailleurs l'influence de nombreuses villes et agglomérations alentour, dans et en dehors de la Picardie , notamment par la proximité avec la région parisienne et la région rémoise :

### Communes limitrophes
Les communes limitrophes sont  Belleu, Billy-sur-Aisne, Bucy-le-Long, Courmelles, Crouy, Cuffies, Mercin-et-Vaux, Pasly, Pommiers, Vauxbuin et Villeneuve-Saint-Germain.
Distances orthodromiques des communes dont le territoire est limitrophe de celui de Soissons.
| Pasly (3,4 km) Pommiers (3,6 km) | Cuffies (3,5 km)    | Crouy (3,9 km) Bucy-le-Long (5,2 km)   |
| Mercin-et-Vaux (3,3 km)          | Soissons            | Villeneuve-Saint-Germain (2,6 km)      |
| Vauxbuin (2,9 km)                | Courmelles (3,6 km) | Belleu (2,2 km) Billy-sur-Aisne (5 km) |

### Géologie et relief

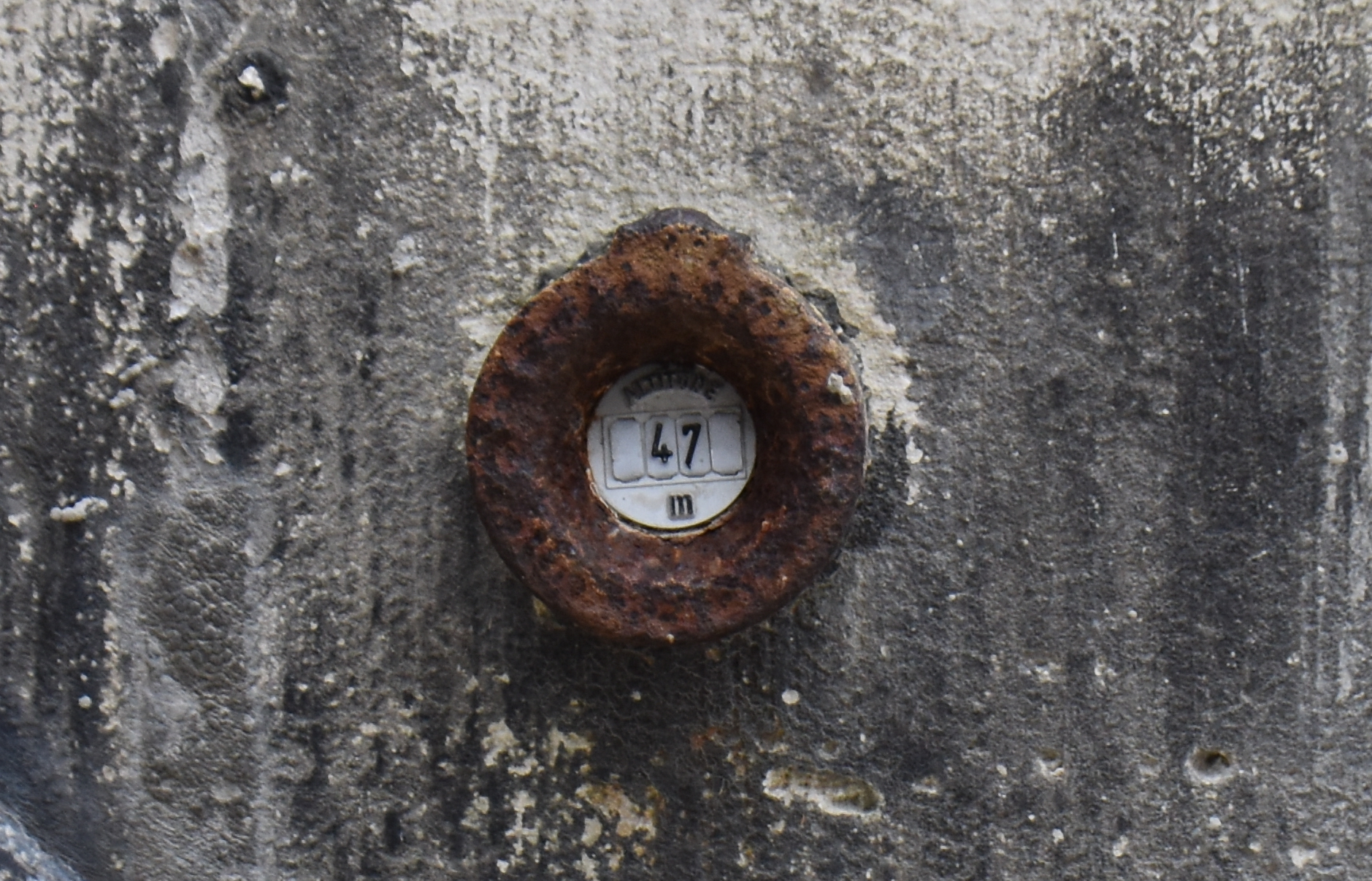
Borne de nivellement sur le mur de la cathédrale: altitude 47m.

D'une superficie de 12,32 km2, l'altitude maximale est de 130 m, au lieu-dit de Presles-lès-Soissons, sur la Montagne de Paris ; tandis que le point le plus bas, 38 m, se situe au confluent de l'Aisne et de la Crise.
Le territoire communal est presque entièrement urbanisé, ne restant que quelques parcelles naturelles sur les pourtours de la ville.
La commune est classée en zone de sismicité 1, ce qui correspond à une sismicité très faible. Un seul événement de ce type a d'ailleurs été recensé, en 530 ap. J.-C., l'épicentre se situant vraisemblablement en Thiérache, contrefort occidental des Ardennes.

### Hydrographie

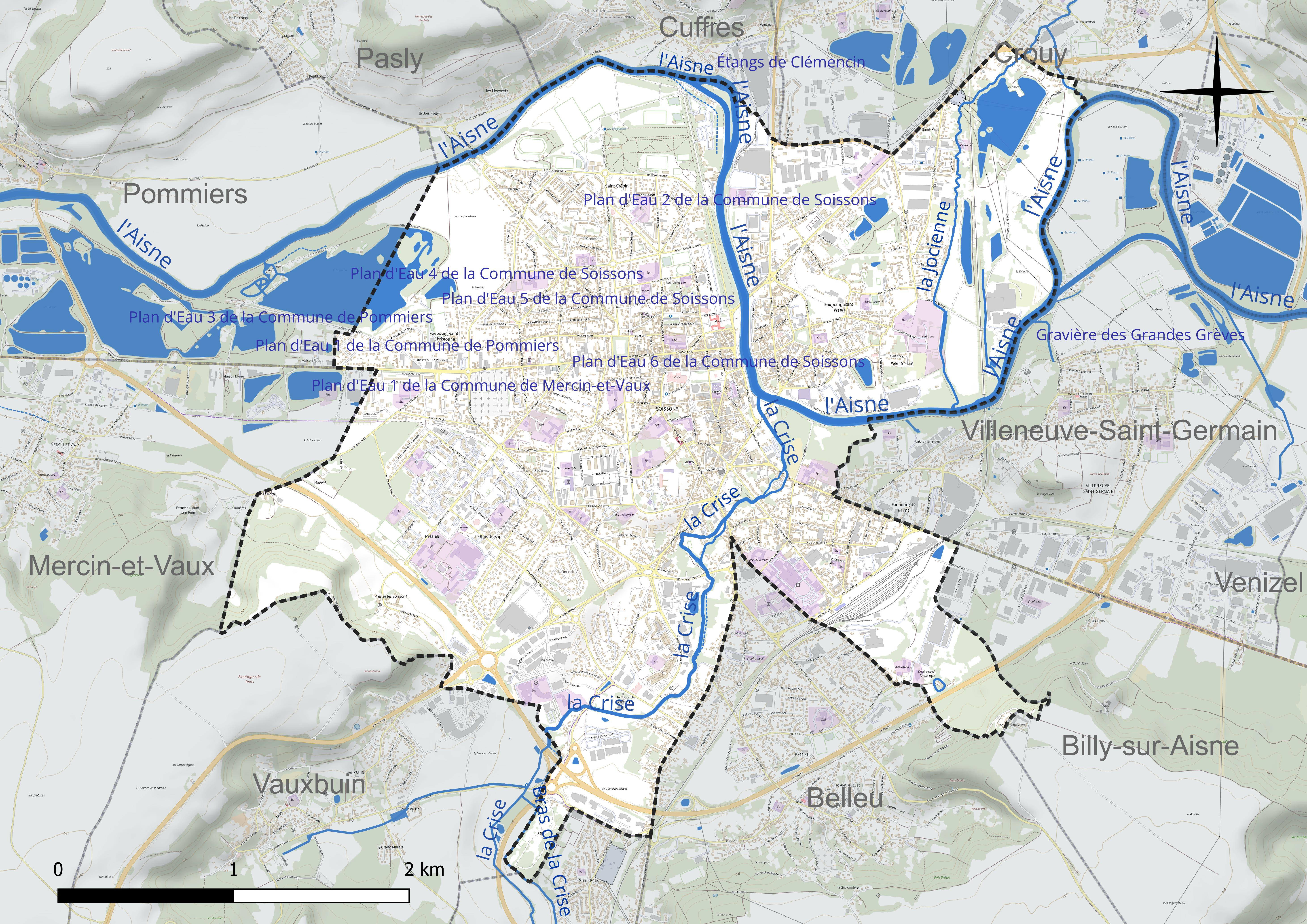
Réseau hydrographique de Soissons.

La commune est située dans le bassin Seine-Normandie. Elle est drainée par l'Aisne, la Crise, la Jocienne, la Dérivation de Vauxrot, divers bras de la Crise, divers bras de la Jocienne,,.
L'Aisne est un  cours d'eau naturel navigable de 256 km de longueur, traversant les cinq départements Meuse, Marne, Ardennes, Aisne, Oise. Elle est un affluent de rive gauche de l'Oise, ce qui fait d'elle un sous-affluent de la Seine. Les caractéristiques hydrologiques de l'Aisne sont données par la station hydrologique située sur la commune. Le débit moyen mensuel est de 59,8 m3/s. Le débit moyen journalier maximum est de 375 m3/s, atteint lors de la crue du 27 mars 2001. Le débit instantané maximal est quant à lui de 379 m3/s, atteint le même jour.
Sept grandes crues ont pu être observées sur le territoire de Soissons depuis qu'il y existe des relevés officiels. Celles de 1882, 1920, 1924 et 1926 ont semble-t-il atteint des records, avec un niveau des eaux de la rivière supérieur en moyenne de 4,30 mètres à son niveau habituel. Celles de 1910, 1958 et 1993 ont présenté un niveau supérieur à la normale de 3,90 mètres. D'autres crues, plus importantes encore, ont été répertoriées en 1658, 1740 et 1784.
La Crise s'écoule au sud. D'une longueur de 26 km, ce cours d'eau prend sa source dans la commune de Arcy-Sainte-Restitue et se jette  dans l'Aisne sur la commune, après avoir traversé huit communes. Les caractéristiques hydrologiques de la Crise sont données par la station hydrologique située sur la commune. Le débit moyen mensuel est de 0,681 m3/s. Le débit moyen journalier maximum est de 3,46 m3/s, atteint lors de la crue du 22 mars 2001. Le débit instantané maximal est quant à lui de 4,33 m3/s, atteint le 1er mai 2024.
La Jocienne, d'une longueur de 11 km, prend sa source dans la commune de Laffaux et se jette  dans l'Aisne dans la commune de Soissons, face à Villeneuve-Saint-Germain, après avoir traversé huit communes.
Plusieurs pièces d'eau se sont formées dans les anciennes gravières situées entre l'Aisne et le ru Saint-Médard, à l'est de la ville. La plus vaste est l'étang du Ponceau (11,3 ha), dit aussi plan d'eau no 1. Les autres plans d'eau sont le  no 2 (1,3 ha), no 3 (2,1 ha), no 4 d'une superficie totale de 28,2 ha (7,3 ha sur la commune), no 5 (1,3 ha) et no 6 (1 ha),.
De l'autre côté du ru, on trouve les étangs de Saint-Médard et d'Abélard. À l'est de la ville, au nord du faubourg Saint-Christophe, ceux du Paradis et de la Croisette. Une petite retenue d'eau, enfin, est présente au sud, en bordure de la Crise, dans la ZAC de Chevreux.

### Climat
Pour des articles plus généraux, voir Climat des Hauts-de-France et Climat de l'Aisne.
En 2010, le climat de la commune est de type climat océanique dégradé des plaines du Centre et du Nord, selon une étude du CNRS s'appuyant sur une série de données couvrant la période 1971-2000. En 2020, Météo-France publie une typologie des climats de la France métropolitaine dans laquelle la commune est exposée à un climat océanique altéré et est dans la région climatique Nord-est du bassin Parisien, caractérisée par un ensoleillement médiocre, une pluviométrie moyenne régulièrement répartie au cours de l'année et un hiver froid (3 °C).
Pour la période 1971-2000, la température annuelle moyenne est de 10,7 °C, avec une amplitude thermique annuelle de 15 °C. Le cumul annuel moyen de précipitations est de 672 mm, avec 11,4 jours de précipitations en janvier et 8,9 jours en juillet. Pour la période 1991-2020, la température moyenne annuelle observée sur la station météorologique la plus proche, située sur la commune de Braine à 16 km à vol d'oiseau, est de 11,3 °C et le cumul annuel moyen de précipitations est de 662,7 mm,. Pour l'avenir, les paramètres climatiques de la commune estimés pour 2050 selon différents scénarios d'émission de gaz à effet de serre sont consultables sur un site dédié publié par Météo-France en novembre 2022.

## Urbanisme

### Typologie
Au 1er janvier 2024, Soissons est catégorisée centre urbain intermédiaire, selon la nouvelle grille communale de densité à 7 niveaux définie par l'Insee en 2022.
Elle appartient à l'unité urbaine de Soissons, une agglomération intra-départementale dont elle est ville-centre,. Par ailleurs la commune fait partie de l'aire d'attraction de Soissons, dont elle est la commune-centre,. Cette aire, qui regroupe 92 communes, est catégorisée dans les aires de 50 000 à moins de 200 000 habitants,.

### Occupation des sols

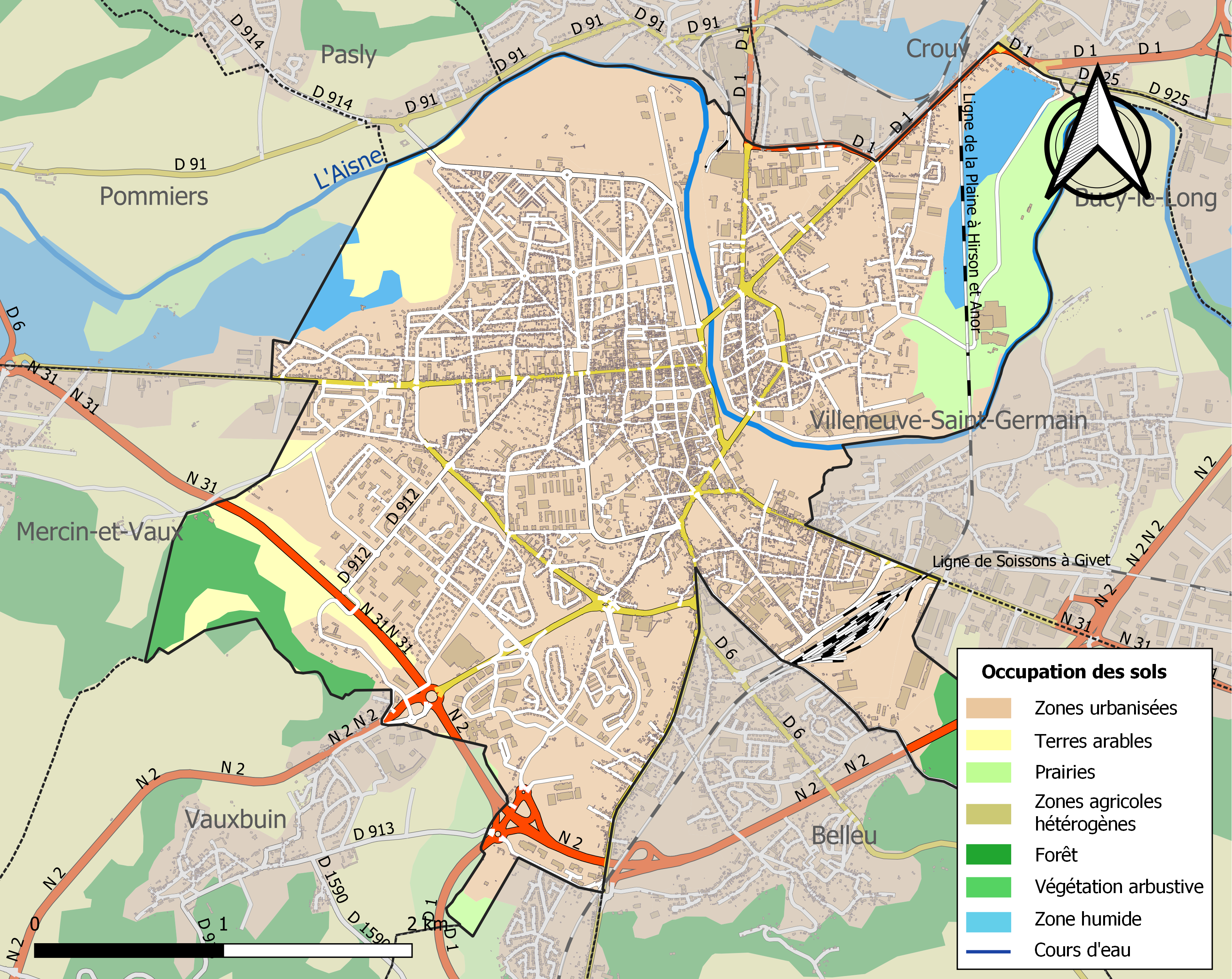
Carte de l'occupation des sols de la commune en 2018 (CLC).

L'occupation des sols de la commune, telle qu'elle ressort de la base de données européenne d'occupation biophysique des sols Corine Land Cover (CLC), est marquée par l'importance des territoires artificialisés (81,6 % en 2018), en augmentation par rapport à 1990 (78,1 %). La répartition détaillée en 2018 est la suivante : 
zones urbanisées (68,6 %), zones industrielles ou commerciales et réseaux de communication (7,3 %), prairies (5,8 %), espaces verts artificialisés, non agricoles (5,7 %), terres arables (5,7 %), forêts (4,1 %), eaux continentales (2,9 %).
L'évolution de l'occupation des sols de la commune et de ses infrastructures peut être observée sur les différentes représentations cartographiques du territoire : la carte de Cassini (XVIIIe siècle), la carte d'état-major (1820-1866) et les cartes ou photos aériennes de l'IGN pour la période actuelle (1950 à aujourd'hui).

### Lieux-dits et hameaux
Plusieurs quartiers sont séparés de la cité par divers aménagements naturels ou humains, d'autres ne correspondent qu'à quelques fermes ou châteaux :
- Le Ponceau, au nord-est, attenant à Crouy, séparé de la ville par l'étang du même nom ainsi que par la voie ferrée ;
- Orcamps, attenant de Belleu, et, en partie, la ferme Sainte-Geneviève, au sud-est, séparés du centre-ville par la gare ;
- Presles-lès-Soissons, ainsi que les fermes du Maupas et de la Motte, au sud-ouest du quartier de Presles, séparés de la ville par la route à quatre-voies et des bois ;
- Les châteaux de Chevreux, au sud, attenant à Courmelles.

### Voies de communication et transports
| Ville / Département  | Statut             | Fonctions et attraits principaux                                            | Distance orthodromique | Distance routière | Direction  |
| -------------------- | ------------------ | --------------------------------------------------------------------------- | ---------------------- | ----------------- | ---------- |
| Villers-Cotterêts 02 |                    | emploi, enseignement, industrie                                             | 21,6 km                | 23,7 km           | sud-ouest  |
| Laon 02              | Préfecture         | administration, justice                                                     | 29,9 km                | 40,2 km           | nord-est   |
| Compiègne 60         | Sous-préfecture    | commerces, culture, enseignement, soins                                     | 36,3 km                | 38,5 km           | ouest      |
| Reims 51             | Sous-préfecture    | commerces, culture, emploi, enseignement, soins                             | 53,0 km                | 58,7 km           | sud-est    |
| Paris 75             | Capitale nationale | administration, commerces, culture, emploi, enseignement, soins, transports | 91,4 km                | 105,0 km          | sud-ouest  |
| Amiens 80            | Capitale régionale | administration, enseignement, justice, soins                                | 93,8 km                | 112,0 km          | nord-ouest |

#### Axes routiers
La commune est au centre de quatre axes routiers importants :
- la route nationale 2, surnommée « route des Flandres » ou « route Charlemagne », reliant Soissons à Paris, Crépy-en-Valois, Villers-Cotterêts, Laon, Vervins, Maubeuge, et au-delà Mons ;
- la route nationale 31, la reliant à Reims et Compiègne, et au-delà à Rouen ;
- la route départementale 1 relie la ville à Saint-Quentin, Chauny, Tergnier et Château-Thierry ;
- la route départementale 6 relie la ville à Noyon, ainsi qu'à Fère-en-Tardenois et Dormans.

#### Rail

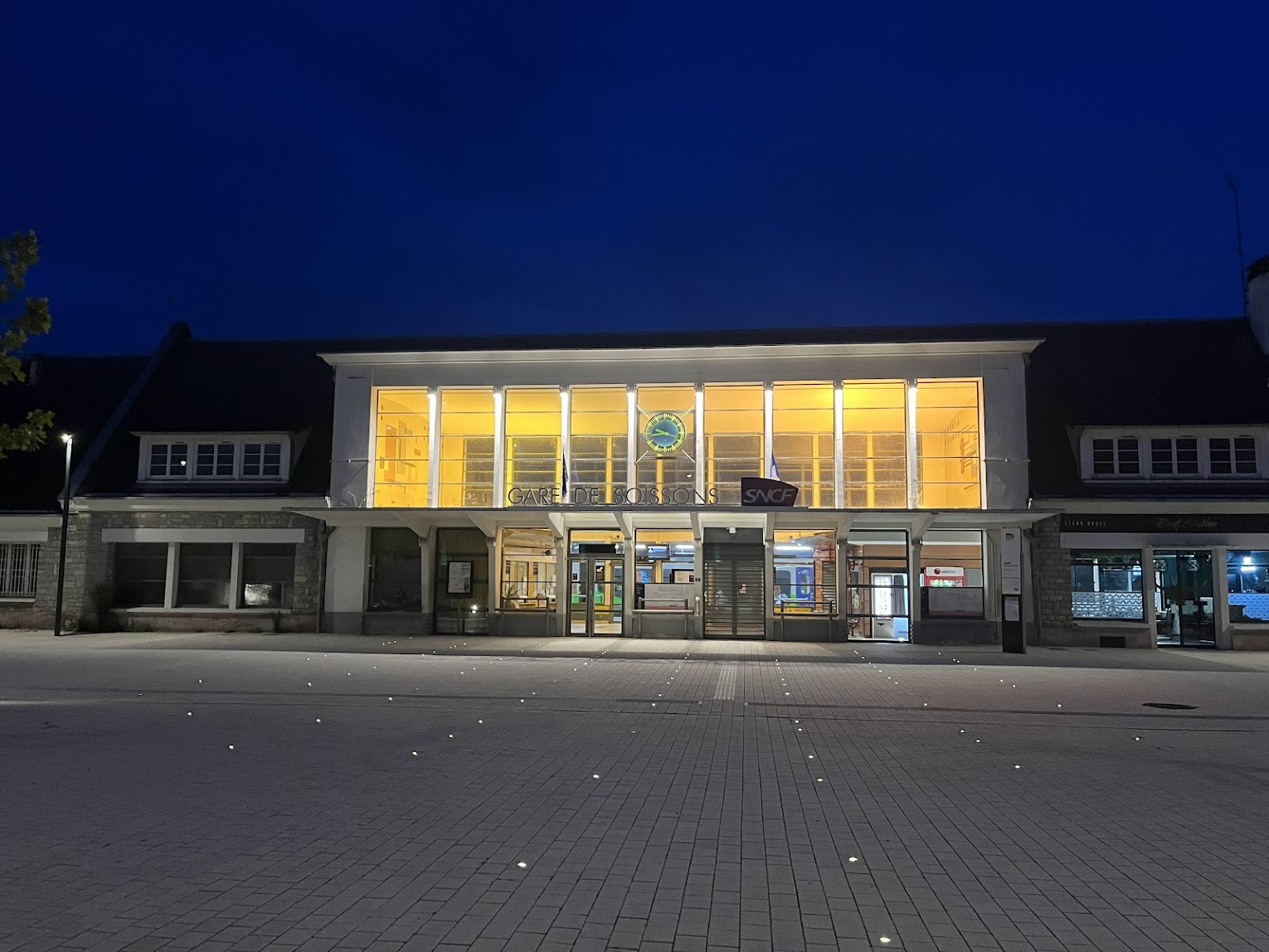
Gare de Soissons, vue nuit

La gare de Soissons, desservie par le TER Hauts-de-France (Paris - Laon), se situe sur la ligne de La Plaine à Hirson et Anor (frontière belge). Elle est fréquentée par près de 700.000 voyageurs par an.
La gare de Soissons, inaugurée en 1862 par la Compagnie des chemins de fer des Ardennes, a joué un rôle clé dans le développement de la ville. Située sur la ligne reliant Paris à Laon, elle a vu sa desserte s’étendre dès 1866 avec la mise en service de la liaison vers Laon.
Durant les deux guerres mondiales, la gare a subi d'importants dommages en raison de son importance stratégique, et son bâtiment voyageurs a été reconstruit en 1964. Modernisée dans les années 1990, la ligne Paris-Soissons-Laon a accueilli des trains TER « Corail » pour améliorer les liaisons régionales.
Aujourd’hui, la gare s'est profondément améliorée par le réaménagement des quais, la création d'accès pour les personnes PMR (ajout d'ascenseurs), une information voyageurs accrue et le changement complet de son système d'éclairage.
Depuis plusieurs décennies, il est question de créer une "virgule ferroviaire" permettant à terme de rejoindre soit la gare du Nord soit l'aéroport Roissy Charles-de-Gaulle. Des études ont été réalisées en 2023 et la SNCF indique que cela est possible techniquement. Les élus de l'Aisne, de Soissons mais aussi de Seine-et-Marne insistent pour la réalisation de ce projet.

#### Aéroport
L'aéroport le plus proche est celui de Roissy Charles-de-Gaulle, situé à 76 km par la route. Aucune desserte n'est directement possible par le rail (en projet), mais un service de navettes (bus) existe quotidiennement au départ et à destination de Soissons.
L'agglomération dispose d'un aérodrome, situé en bordure de la RN 2 à 5 km au sud de Soissons : l'aérodrome de Soissons - Courmelles (code OACI : LFJS).

#### Transports
L'agglomération dispose de 14 lignes de bus urbain, le réseau TUS permettant le déplacement dans tout Soissons mais également au-delà, notamment dans de nombreuses communes comme Crouy, Belleu, Vauxbuin, Courmelles.
Il existe également un service de TAD, avec 15 lignes qui fonctionnent à des heures fixes comme un service de bus urbain standard.
Depuis septembre 2024, un nouveau pôle d'échange multimodal a ouvert avec le réaménagement total de la gare et du quartier de la gare de Soissons, permettant de se déplacer en train, en bus urbain, en TAD, en Cyclovis (service de VAE en libre-service), en taxi, en voiture individuelle, en vélo individuel (futur maison du vélo en construction).
La commune est desservie, en 2023, par les lignes 650 et 652 du réseau interurbain de l'Oise.

## Toponymie
Le nom de la localité est attesté sous les formes Αὐγούστα Σουεσσόνων ; Augusta Suessionum ; Suessonas ; Suessio (561) ; Suessiones urbs (564) ; Suescio (841) ; Suesionis (1132) ; Sessons, Soissons (1216-1220) ; Soisson (1268) ; Soyssons (1272) ; Suessons (1406) ; Soyssons (1491).
La cité tire son nom de la tribu gauloise des Suessions, établie en Gaule belgique, dans les vallées et sur les plateaux attenants de l'Aisne et l'Oise.

## Histoire

### Antiquité

#### Période gauloise
Avant la conquête romaine (58-52 avant notre ère), le site de Soissons relève du peuple celte des Suessions, nom attesté par le livre de Jules César, La Guerre des Gaules (De Bello Gallico). Dans cet ouvrage, César indique que la Gaule (Gallia) (la province romaine de Narbonnaise conquise dès -120 étant à part) est divisée entre l'Aquitaine (au sud de la Garonne), la Celtique (entre la Loire et la Seine) et la Belgique (au nord de la Seine). Les habitants de la Gaule sont appelés « Gaulois » (Galli) par les Romains, mais ces Gaulois sont divisés en nombreux peuples indépendants les uns des autres (les Arvernes, les Éduens, les Parisii, les Trévires, etc.), bien que dotés d'une langue commune, dont il existe de nombreuses traces toponymiques (noms de villes en -dun, notamment). Les Celtes sont arrivés en Gaule à partir du Ve siècle avant notre ère, mais on sait peu de choses sur l'installation des différents peuples.
Les Suessions font donc partie de la Belgique, dont, selon César, les peuples sont moins romanisés que les autres Gaulois. Les Suessions sont alliés aux Rèmes, dont la ville principale est Reims (Durocorturum). La cité des Suessions a douze oppidums (sites fortifiés ; il existe aussi parfois des localités ouvertes, non fortifiées).
Les Suessions dominent un empire s'étendant jusque dans l'île de Bretagne[réf. nécessaire] (actuelle Grande-Bretagne), dont les habitants, les Bretons, sont proches des Gaulois.
Le mot « empire » renvoie soit à des fonctions religieuses (l'enseignement druidique était dispensé par le collège sacré de l'île de Mona, actuel Anglesey) soit à des liens politiques (imperium signifie à l'époque de César « commandement militaire ») et commerciaux maritimes (Boulogne étant alors le principal port sur l'océan.[pas clair]
L'oppidum principal est appelé Noviodunum (« Nouvelle forteresse »), mais sa localisation est l'objet de débats, en l'absence d'inscriptions. Il pourrait s'agir soit du site de Pommiers (Aisne) soit de celui de Villeneuve-Saint-Germain[réf. nécessaire] (aussi dans l'Aisne).

#### Période de la conquête de la Gaule par César (58-52)
Durant cette période, le roi[réf. nécessaire] des Suessions, Galba (« prudent et juste[réf. nécessaire] »), se rallie à la coalition des Belges opposée à la présence romaine, alors que les Rèmes se rangent du côté des Romains, ce qui leur vaudra un statut privilégié dans l'empire.
En -57, donc au début du conflit, les Belges coalisés se rassemblent au nord de l'Aisne (Axona), en vue de la bataille de l'Aisne.
De ce fait, il laissent de faibles garnisons dans les villes situées au sud de la rivière. César cherche alors à prendre  Noviodunum, qui a peu de défenseurs ; malgré cela, la largeur du fossé de protection et la hauteur des murs font échouer l'assaut des Romains. Grâce à l'intercession des Rèmes, le site de Soissons est par la suite considéré comme libre[pas clair] par les Romains, qui ne tentent plus aucune attaque par la suite.
César finit par l'emporter définitivement en -52, après avoir battu Vercingétorix à Alésia, puis les derniers combattants gaulois à Uxellodunum.

#### Dans l'empire romain à l'époque de la paix romaine
Après la fin de la guerre des Gaules, les Romains reconnaissent les Suessions comme une des cités (civitates) de la Gaule romaine, qui est d'abord une province unique dont le chef-lieu est Lyon (Lugdunum) fondée en -43.
À partir de 20 avant notre ère, le centre politique des Suessions est placé dans la colonie nouvelle d'Augusta Suessionum. Ceci est lié à la réorganisation de la Gaule par l'empereur Auguste, qui crée trois provinces, les Trois Gaules : l'Aquitaine (au sud de la Loire), la Lyonnaise (entre la Loire et la Seine) et la Belgique, qui ne diffère pas de ce que César appelait ainsi. Le chef-lieu de la Belgique romaine est Reims.
Augusta Suessionum est le siège de la curie, bâtiment dans lequel se réunit l'assemblée des décurions, notables chargés de l'administration de la cité et du paiement au gouverneur provincial des impôts dus, Rome n'envoyant pas de magistrat permanent à ce niveau. À partir du règne d'Auguste, un décurion des Suessions est envoyé chaque année le 1er août au sanctuaire fédéral des Trois Gaules à Lyon, où les délégués des soixante-quatre cités gauloises (hors Narbonnaise) reconnues se rassemblent pour rendre un culte à l'empereur et à Rome.
La ville est repeuplée par des Lètes et des citoyens romains[réf. nécessaire], qui en font une cité prospère où se croisent les voies romaines reliant le port de Boulogne au reste de la Gaule[réf. nécessaire].
Au IIIe siècle, Soissons est d'une importance comparable aux villes de Reims, Rouen ou Amiens[réf. nécessaire].
La ville est dotée d'un théâtre de 20 000 places, seul témoin actuel de la gloire impériale passée[pas clair]

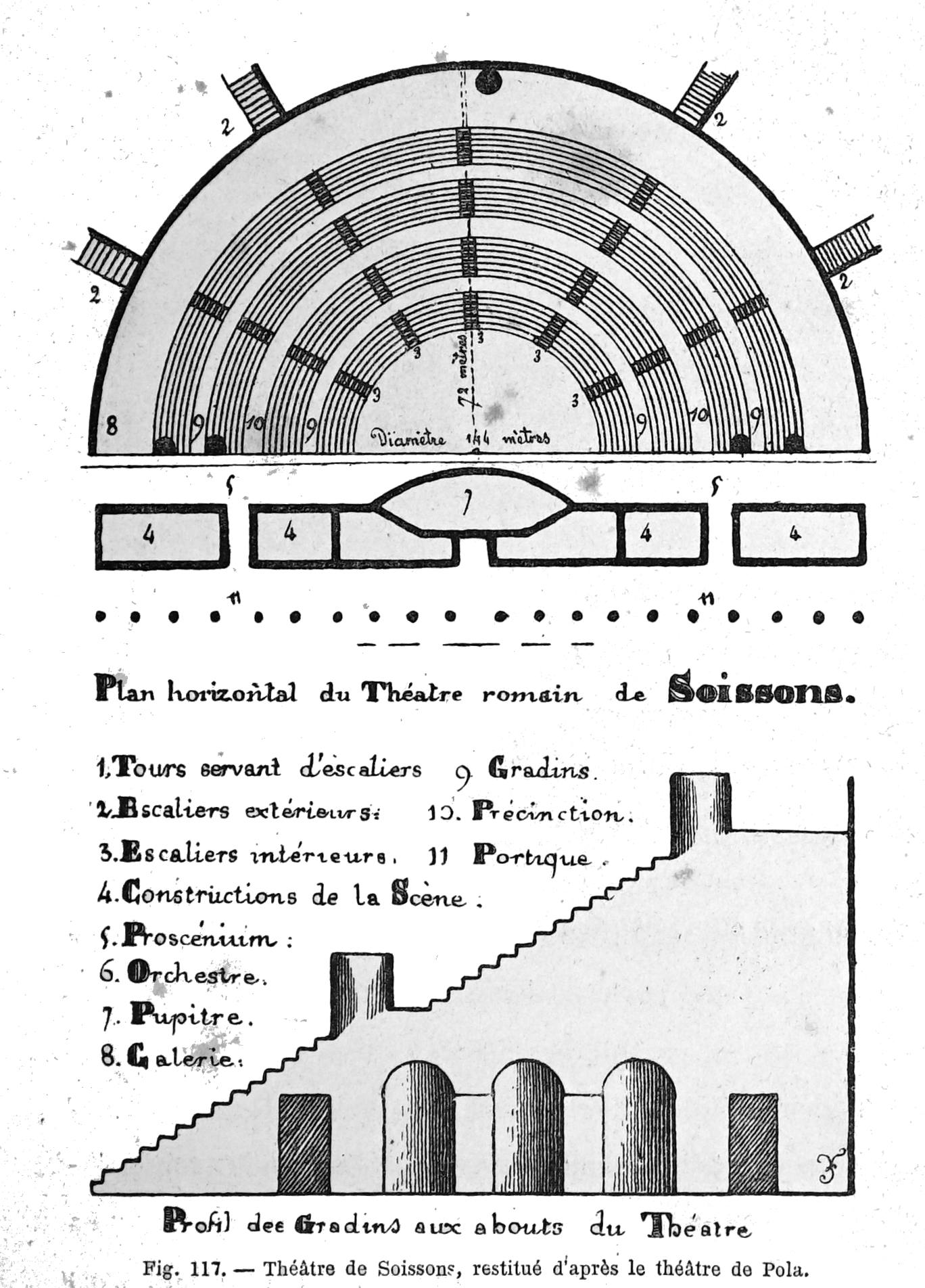
Plan du théâtre.
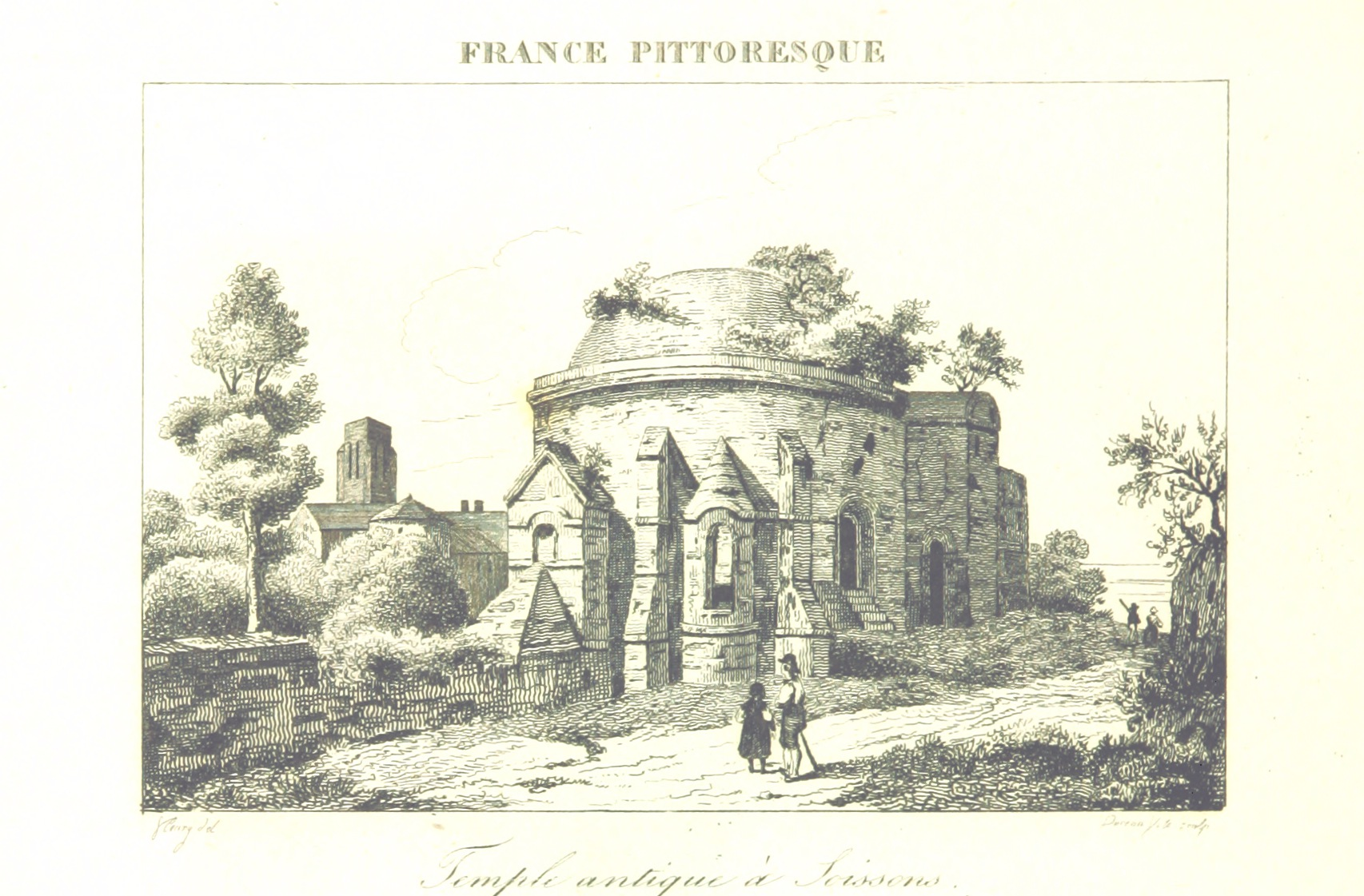
Ruine visible au XIXe siècle.

La légende du château d'Albâtre est née de la redécouverte et l'utilisation des ruines romaines de Soissons à partir de 1551. Offices voûtés peints, mosaïques, statues et statuettes en marbre, albâtre, jaspe, porphyre, ivoire, or et argent furent redécouverts à l'époque. Une note, citée dans la Notitia dignitatum, fait état de la présence d'une fabrique d'armes au sein de la caserne de la XXVe légion sur le site du « château d'Albâtre ». Des fouilles archéologiques s'y déroulèrent ensuite jusqu'à la veille de la Première Guerre mondiale.

#### Après les réformes de Dioclétien (285)
- Empire d'Occident et empire d'Orient ; tétrarchie ; l'empereur Auguste d'Occident réside à Milan, le César à Trèves.
- création des préfectures du prétoire et des diocèses : la cité des Suessions fait partie du diocèse des Gaules (chef-lieu : Trèves) dans la préfecture du prétoire des Gaules (chef-lieu : Trèves), qui inclut la Bretagne et l'Hispanie.
- augmentation du nombre des provinces : les Suessions font maintenant partie de la Belgique seconde (chef-lieu : Reims).

Cette période est aussi marquée par le progrès du christianisme après l'édit de Milan (313) de Constantin qui légalise le culte chrétien dans l'empire romain.
- Liste des évêques de Soissons, diocèse de Soissons

#### À l'époque du royaume de Soissons (433-486)
Au Ve siècle, l'empire romain d'Occident est envahi par des peuples germains qui créent leurs royaumes, dans certains cas en accord avec l'empereur (accord de fédération) : le royaume des Wisigoths (capitale : Toulouse) en 418, le royaume des Burgondes (capitale : Genève) et le royaume des Francs saliens (capitale :Tournai). Entre ces trois royaumes, de la Loire à la Somme, s'étend un espace qui reste romain sous la direction des généraux Aetius, puis Ægidius et Syagrius (fils d'Aegidius), ayant la fonction de maître de la milice des Gaules (magister militum per Gallias).
Soissons est le centre de ce territoire, dit (rétrospectivement) royaume de Soissons, qui se prolonge au-delà de la fin de l'Empire romain d'Occident en 476.
Attaqué à partir de 481 par Clovis, roi des Francs saliens, Syagrius est battu en 486 lors de la bataille de Soissons, qui donnera lieu par la suite à la légende du vase de Soissons. Clovis décide alors de faire de Soissons sa nouvelle capitale, après Tournai, créant le royaume de Soissons (Regnum Suessionense), mais par la suite, il choisira Paris.
Syagrius, emprisonné par les Francs, puis par les Wisigoths, qui le livrèrent à nouveau aux troupes franques ; et fut égorgé un an plus tard, sur ordre de Clovis[pas clair].

### Haut Moyen Âge

#### Capitale de Clovis (486)
La ville devint la première capitale du royaume des Francs après le siège       et la victoire (en 486 apr. J.-C.) de Clovis sur l'armée du général romain Syagrius. Le roi des Francs fit égorger le général romain un an après la bataille.
- L'épisode du vase de Soissons

Après cela, la cité resta romaine, tant d'un point de vue d'expression orale qu'écrite, que dans un sens purement civil, durant plusieurs décennies suivant l'arrivée des Francs, fait qui fut favorable à Paris pour l'établissement d'une capitale.[réf. nécessaire]

#### Période mérovingienne
Soissons, ville épiscopale, redevient capitale de la Neustrie sous le règne de Clotaire Ier et sa région est le théâtre d'affrontements périodiques opposant la Neustrie à l'Austrasie.

#### Période carolingienne
En 752, Pépin le Bref est proclamé roi et sacré à l'abbaye de Saint-Médard à Soissons par saint Boniface. En 768, à la mort de Pépin le Bref, Carloman monte sur le trône du Royaume franc partagé avec son frère Charles proclamé à Noyon.
En 948, le duc de France Hugues le Grand, en rébellion contre Louis IV d'Outremer, assiège Soissons. Des tirs de flèches enflammées atteignent la cathédrale — qui s'enflamme — et l'incendie se communique bientôt à toute la ville qui est ravagée.

#### Soissons, site de plusieurs batailles
Le rôle de voie de passage cruciale vaut à Soissons de figurer dans le registre des batailles
- en 718 (voir bataille de Soissons),
- en 923 (voir bataille de Soissons), entre le roi Charles III le Simple et le roi de France Robert Ier)
- en 978, un affrontement de poursuite de l'armée d'Othon II par Lothaire de France et Hugues Capet (978).

### Moyen Âge

#### Vue d'ensemble
La ville connaît la prospérité aux XIIe et XIIIe siècles qui ont laissé de nombreux édifices gothiques.
- Cathédrale de Soissons

#### La bataille de Soissons (1414) pendant la guerre de Cent Ans
Le 21 mai 1414, la ville de Soissons, défendue par son capitaine bourguignon Enguerrand de Bournonville, est prise d'assaut par l'armée royale après un siège, dirigé par le roi Charles VI en personne. L'artillerie royale ouvre des brèches dans la muraille et les faubourgs se rendent. Bournonville décide de fuir la ville dans la nuit du 20 au 21 mai, mais un des capitaines bourguignons, Simon de Craon, seigneur de Clacy, l'en empêche.
Le 21 mai, la ville de Soissons est prise d'assaut et mise à sac par l'armée royale, qui tue, pille et viole les habitants. Le 26 mai 1414, Enguerrand de Bournonville, condamné à mort par le roi, est décapité sur la place du marché de Soissons. Sa tête est exposée fichée sur une lance. Certains de ses compagnons d'armes sont décapités ou pendus.

### Temps modernes

#### Renaissance
Pendant les guerres de Religion, la ville est prise par les protestants en 1567, ce qui occasionne des dégâts, en particulier aux édifices religieux.

#### XVIIeetXVIIIesiècles
Sous l'Ancien Régime, Soissons est le chef-lieu d'une généralité : l'intendant siège dans l'hôtel de l'intendance, actuel hôtel de ville.
Entre 1728 et 1729 s'y tint le congrès de Soissons, qui visait à régler la question de la succession du duché de Parme. France, Grande-Bretagne, Pays-Bas, Autriche, Espagne et Russie entre autres se réunirent pour tenter de prévenir un conflit européen.

Soissons - Picardie historique - Gouvernement de l'Île-de-France
Pays de la province de Picardie.
Picardie historique dans les limites administratives actuelles.
Gouvernement de l'Île-de-France d'avant 1789  dans les limites administratives actuelles

### Époque contemporaine

#### Révolution et Premier Empire
Soissons perd cette fonction politique lors de la désignation du chef-lieu de département en 1791. Malgré la bataille menée par Louis Antoine de Saint-Just qui prend position pour Soissons, c'est la ville de Laon, plus centrale, qui est choisie.
Lors de la Révolution française, l'abbaye Notre-Dame est détruite, alors que c'était un des plus grands couvents de femmes du Nord de la France. Il n'en reste aujourd'hui que deux arcs de style roman, visibles à proximité de l'église Saint-Pierre. Cette abbaye figure sur le plan reliquaire de la ville, conservé au musée de l'église Saint-Léger.
En 1792, 20 000 soldats révolutionnaires français arrivent dans la ville (qui compte 8 000 habitants à l'époque), et chassent les chanoines du site de l'abbaye Saint-Jean-des-Vignes, transformée en dépôt de matériel et de vivres. Soissons tient en effet une position stratégique, et constitue un rempart pour Paris.
Pendant la campagne de France de 1814, les troupes russes du général Alexandre Tchernychev prennent la ville presque sans combat le 14 février 1814 lors du premier siège de Soissons : le général Rusca, commandant de la place, est tué par un obus, ce qui déclenche une panique parmi ses troupes ; les Russes ne laissent pas de garnison sur place et les troupes françaises s'y réinstallent peu après avec un régiment polonais de la Légion de la Vistule). Le 3 mars 1814, la ville est prise en tenaille entre les forces prussiennes de Bülow et russes de Wintzingerode lors du second siège de Soissons : son commandant, Jean-Claude Moreau, capitule en obtenant la permission de se retirer avec ses troupes. De nombreux commentaires considèrent la capitulation de Soissons comme le basculement de la campagne car l'armée de Blücher, serrée de près par Napoléon, était sur le point d'être acculée sur l'Aisne. La reddition de Soissons permet à Blücher de passer sur la rive nord et de faire sa jonction avec les renforts russes de Vorontsov, formant une force de 100 000 hommes qui affronte les Français à la bataille de Craonne puis à celle de Laon.

#### De la Restauration au  Second Empire
Le 13 octobre 1815, deux magasins de poudre établis dans le bastion Saint-Rémy explosent, causant de nombreux morts et des dégâts matériels importants. Le séminaire et la cathédrale sont particulièrement touchés.

#### Guerre franco-allemande de 1870
Défendue par sa garnison composée d'une compagnie d'artilleurs de ligne, de 200 artilleurs de la mobile du Nord, d'un bataillon du 15e régiment d'infanterie de ligne, de deux bataillons de mobiles de l'Aisne soit en tout 4 000 hommes, la ville est sommée de se rendre le 11 septembre 1870, durant la défaite de 1870. Devant son refus, la ville est assiégée et bombardée par les Prussiens depuis Belleu.
Le Monument aux morts de la guerre de 1870, œuvre de Louis-Auguste Hiolin, commémore l'épisode tragique du siège de la ville du 11 septembre au 16 octobre 1870.

#### 1871-1914

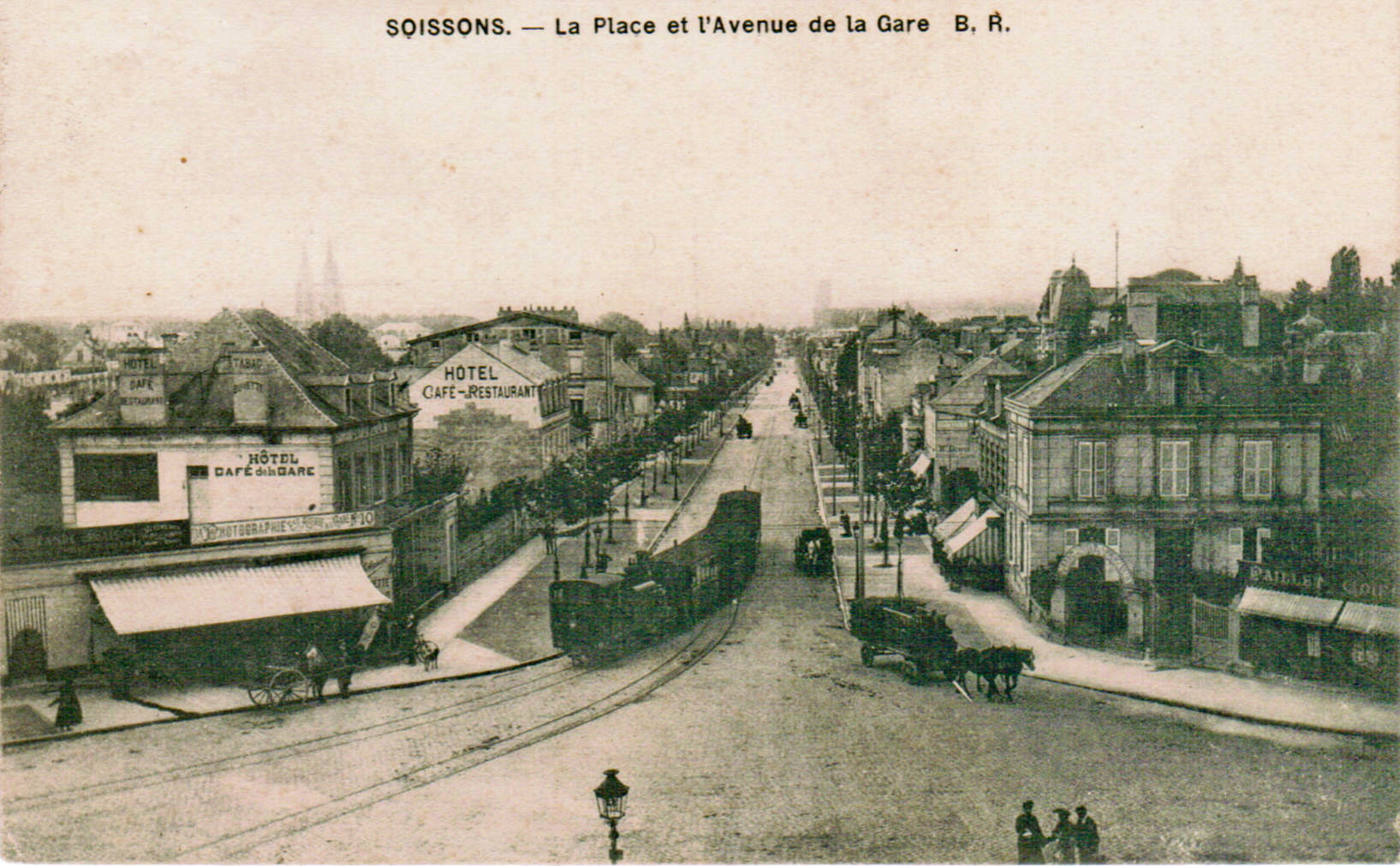
La rue et la place de la Gare avant la Première Guerre mondiale.

La ville et ses défenses ayant souffert, les remparts défendant Soissons ainsi qu'une partie de l'enceinte protégeant l'abbaye Saint-Jean-des-Vignes, sont démantelés, laissant alors la possibilité d'un réaménagement urbain, avec création de grands boulevards comme le boulevard Jeanne-d'Arc.
Le système de défense militaire est en effet revu selon le système Séré de Rivières, avec le fort de Condé, construit dans les environs proches de Soissons, de 1874 à 1885, ainsi que le fort de la Malmaison, sur le Chemin des Dames.
L'arsenal, construit en 1843 sur le site de l'abbaye Saint-Jean-des-Vignes, est également agrandi en 1878.
La ville fut desservie par une des lignes d'un chemin de fer secondaire, les chemins de fer de la Banlieue de Reims, ainsi que par un tramway urbain, qui circula de 1907 à 1948.

#### Première Guerre mondiale
« La destruction brutale et stupide des monuments consacrés par l'art et les ans est un crime que la guerre n'excuse pas ; qu'il soit pour les Allemands un éternel opprobre ! »

— Anatole France, Sur la voie glorieuse.

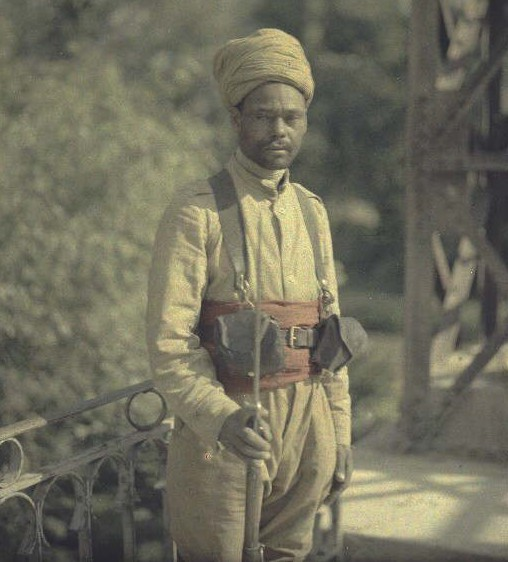
Factionnaire algérien gardant un pont de Soissons.

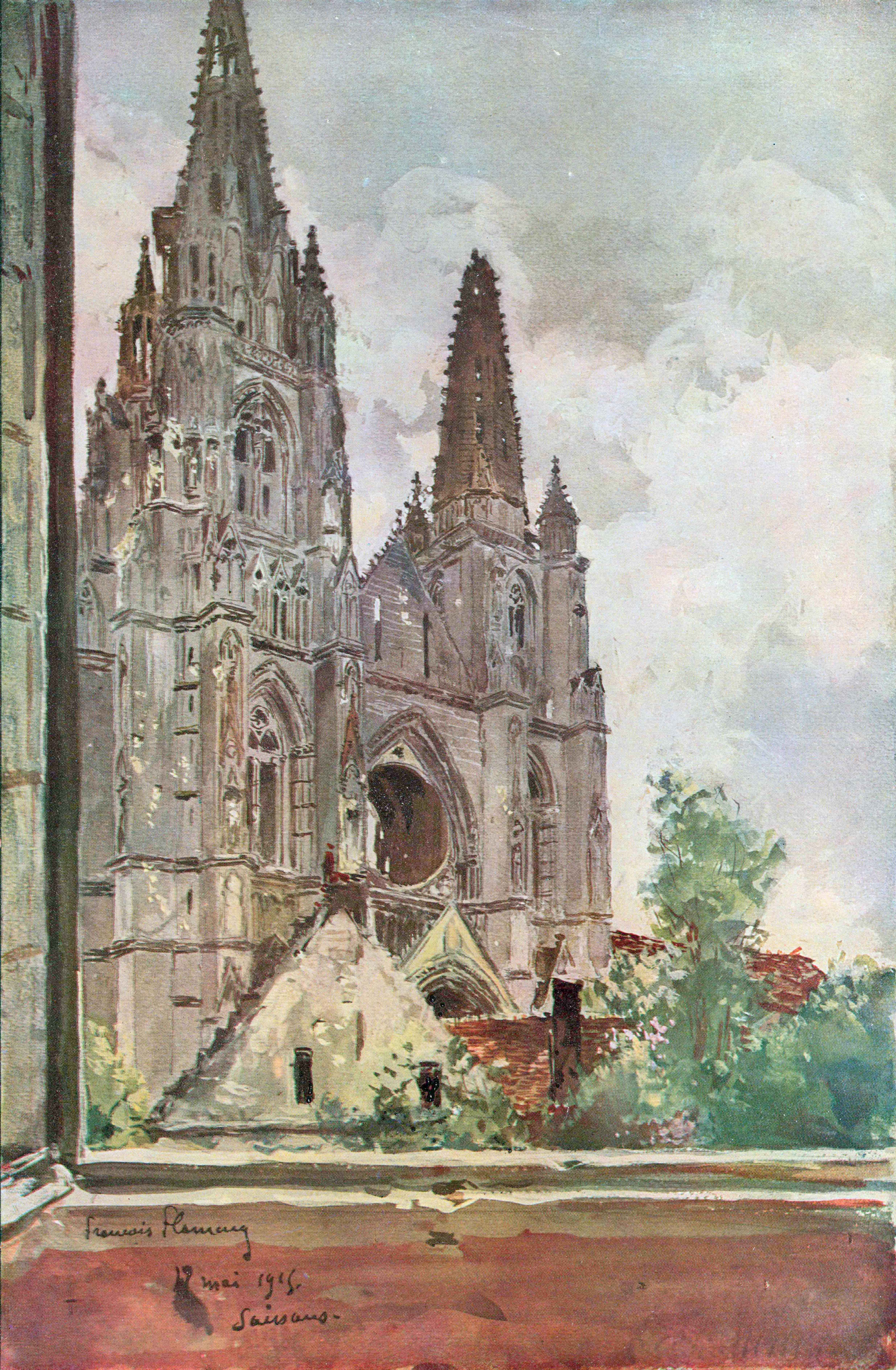
François Flameng, Les Ruines de l'abbaye Saint-Jean-des-Vignes (1915).

Soissons est l'une des villes martyres de la Première Guerre mondiale.
 Après la bataille de Charleroi, le retrait des armées franco-britanniques se poursuit vers le Sud malgré la contre offensive de Guise à Saint-Quentin. 
Le 31 août 1914 la ville est couverte par le groupe d'armée, du général Valabrègue composé par les divisions de réserve de la 5e armée. 
Des forces ennemies de cavalerie importantes, s'infiltrent entre les armées françaises et britanniques et progressent de Noyon vers Soissons. Dans la nuit du 31 août au 1er septembre, une division de cavalerie française est envoyée de Craonne à Cuffies pour résister le plus longtemps possible afin de laisser aux troupes d'infanterie le temps de traverser l'Aisne.
Le 1er septembre 1914, à 10 heures du matin, les troupes allemandes se présentent devant la ville, maintenues à l'arrêt par l'arrière-garde française. Après repli des dernières forces, les envahisseurs continuent leur progression et prennent possession de la ville le 2 septembre, en imposant de fortes réquisitions.
Durant les douze journées d'occupation, Jeanne Macherez prend la tête de la municipalité, lançant à l'officier allemand pénétrant dans la ville : « Le maire ? c'est moi ! ». Le général Louis de Grandmaison meurt d'un éclat d'obus dans la tête durant la première bataille de la Marne.
Après la victoire de la Marne, la 6e armée française, victorieuse sur l'Ourcq, s'avance sur l'Aisne. Le 11 septembre, la 45e division française marche sur Soissons par les vallées de l'Ourcq et de la Savières et rejette les occupants de Chaudun.
Le 12 septembre, soutenues par l'artillerie britannique établie à Buzancy, les troupes d'Afrique entrent dans la ville. Mais les ponts ont tous été coupés par l'ennemi en retraite. 
Le 13 septembre, les zouaves et les tirailleurs du général Quiquandon montent à l'attaque de la « cote 132 » qui domine Soissons au Nord, sans succès. Après avoir lancé des attaques les 14, 17, 23 et 30 septembre les attaquants n'arrivent pas à déloger les défenseurs terrés dans ces collines percées de creutes et qui deviennent de merveilleux observatoires et positions pour bombarder Soissons.
Les tirs de destruction de la ville, incessants, décident le commandement français, début janvier 1915, à lancer une attaque pour dégager la ville; c'est la bataille de Crouy. le 8 janvier, un bataillon de chasseurs et un bataillon de tirailleurs marocains, soutenus par la 55e division attaquent et réussissent à prendre pied sur l'« éperon 132 ».
Le front se stabilise au nord de la ville, qui est amplement bombardée jusqu'en 1917. Henri Barbusse y écrit Le Feu. Pendant les mutineries de 1917, la ville voit défiler des soldats refusant de monter au front après la désastreuse offensive du Chemin des Dames. Une statue dressée à l'effigie des soldats français tombés au combat en 1917 se trouve derrière l'église Saint-Pierre, à côté du palais de justice de Soissons.
Le 29 mai 1918, la division marocaine et le régiment de marche de la Légion étrangère sont acheminés par camion à l'ouest de Soissons qui vient de tomber aux mains de l'ennemi. Il s'agit de bloquer son avance vers Villers-Cotterêts en prenant position sur la Montagne de Paris. L'attaque se déclenche au petit matin après un bref mais violent barrage d'artillerie. Nettement supérieur en nombre, l'ennemi réussit à prendre pied dans les positions de la Légion. Obligés d'économiser leurs munitions, les légionnaires perdent 47 tués, 219 blessés et 70 disparus en deux jours de combat. Néanmoins, le régiment de marche de la Légion étrangère réussit à maintenir ses positions et à bloquer l'avance allemande dans son secteur.
Soissons est définitivement libérée au cours de l'été.
François Flameng, peintre officiel des armées pendant la Grande Guerre, a immortalisé ces événements dans des croquis et dessins qui furent publiés dans la revue L'Illustration. Mireille Andrieu, femme du sous-préfet de Soissons, a endossé l'uniforme d'infirmière au début de la guerre. Décorée de la croix de guerre et d'une citation à l'ordre de l'armée pour son héroïsme, elle a témoigné de son expérience en 1918 dans un recueil intitulé Souvenirs de Parisiennes en temps de guerre, publié sous la direction de Camille Clermont,.

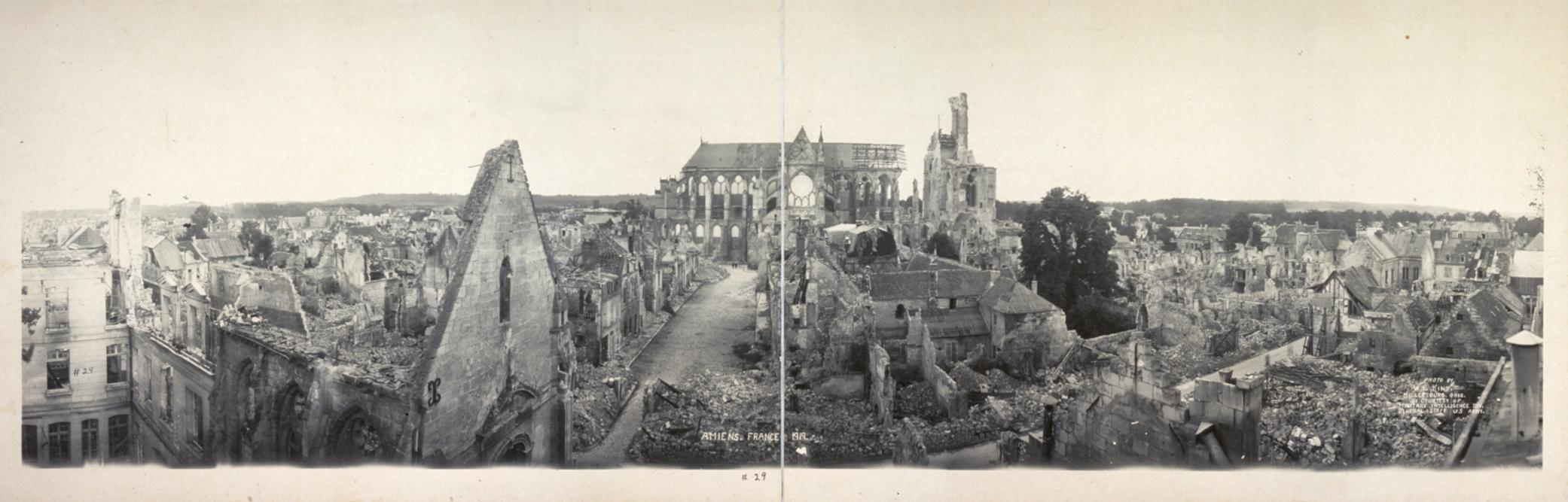
Panorama de Soissons en ruines en 1919.

La ville est considérée comme détruite à la fin de la guerre et a  été décoré de la croix de guerre 1914-1918, le 14 octobre 1921.

#### Entre-deux-guerres

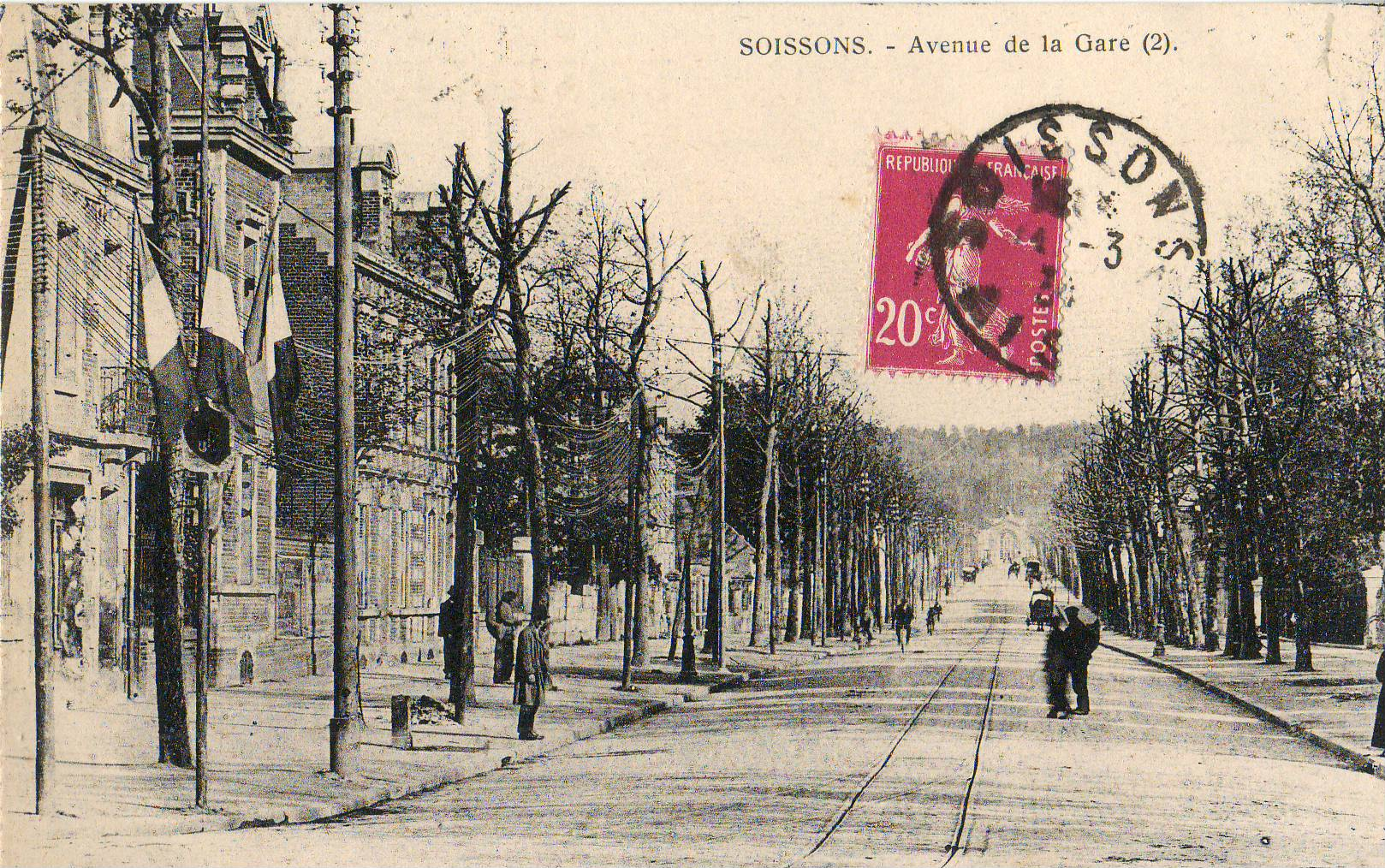
L'avenue de la Gare, dans l'entre-deux-guerres.

La ville fut reconstruite durant l'entre-deux-guerres, et notamment la cathédrale.

#### Seconde Guerre mondiale

##### Les rafles de juifs à Soissons
Au cours de l'Occupation durant la Seconde Guerre mondiale, la communauté juive de Soissons est déportée lors de deux grandes rafles : la première, le 17 juillet 1942, est opérée par la police soissonnaise, en même temps que la rafle du Vél' d'Hiv', tandis que la Gestapo réalise la seconde le 4 janvier 1944.

##### La Résistance à Soissons
Après l'appel du 18 Juin du général de Gaulle, des réseaux de résistance se mirent en place à Soissons, de juin à août 1940. Ce furent les résistants de la « première heure ». Le réseau « Vérité française » était affilié à celui de Paris (lui-même rattaché au réseau « Musée de l'Homme » ou « Boris Vildé »).
Des structures pour aider et cacher les évadés furent mises en place (faux papiers, fausses cartes d'alimentation, filières pour Londres, etc.).
Mais les résistants furent trahis. Un jeune homme, belge de dix-huit ans, Jacques Desoubrie, contacta Daniel Douay. Il se disait traqué et poursuivi (en réalité, il œuvrait pour la Gestapo). Pour se mettre à l'abri, il devint secrétaire du comte de Launoy, à Paris (réseau chapeautant celui de Soissons). Là, il réussit à trouver tous les renseignements voulus.
Le 25 novembre 1941, la Gestapo organisa des rafles à Paris, Blois et Soissons. Les résistants sont incarcérés à la prison de Fresnes. Torturés, ils ne parleront pas. Le 15 avril 1942 s'ouvre le premier procès d'un réseau de Résistance ; le verdict prononce la condamnation à mort. Le 27 octobre 1942, le commandant Coqueugniot, le comte de Launoy, Pierre Stumm de Paris, Daniel Douay, Jean Vogel, Émile Louys sont fusillés à la caserne Balard. Le 5 décembre 1942, dans la forteresse de Brandebourg, le capitaine Henri-Clotaire Descamps est décapité ainsi que Maurice Moreau en 1943. D'autres Soissonnais périront en camp de concentration : Aimé Dufour, Gilbert Jordana, Eugène Delhaye, André Meurghe, Ludovic Pluche et Louis Leseigneur, ainsi que Roger Ambroise de Berzy-le-Sec. La ville de Soissons a voulu honorer ce réseau en donnant son nom à une rue.

##### Libération de Soissons
Le 23 août 1944, vers minuit, des maquisards du groupe Aurèle commandés par Lucien Berger sont guidés par Madame Delhaye et Madame Douay (dont les maris, résistants du réseau Vérité française ont été fusillés) vers des caches d'armes. Un arsenal de fusils, mitrailleuses, grenades, un mortier et un char démontés (de quoi équiper mille hommes) ont été mis en lieu sûr dès juillet 1940 par les résistants « de la première heure » (entre autres, le capitaine Descamps, MM. Meurghe, Moreau, Vogel tous arrêtés en 1941 et exécutés) dans l'usine Zieckel où M. Delhaye était ingénieur, au cimetière de la ville, dans des carrières, etc. Les armes sont chargées sur des tombereaux recouverts de fumier. Deux agriculteurs de la région se chargent de les faire entrer dans la ville pour les mener à Pasly. Arrivés place de la République, ils sont interpellés par une patrouille allemande. Après vérification des papiers d'identité, ils les laissent passer. Le 28 août 1944, Soissons sera libérée par le 7e corps de la 1re armée américaine.
À la Libération, la résistance joue un grand rôle et « Roberte » (nom de résistance de Raymonde Fiolet) est maire de Soissons durant quelques mois.

## Politique et administration

### Rattachements administratifs et électoraux
La commune est le chef-lieu de l'arrondissement de Soissons du département de l'Aisne. Pour l'élection des députés, elle fait partie depuis 1988 de la quatrième circonscription de l'Aisne.
Elle était le chef-lieu du canton de Soissons de 1790 à 1973, année où sont créées les cantons de Soissons-Nord et de Soissons-Sud. Dans le cadre du redécoupage cantonal de 2014 en France, la commune devient le bureau centralisateur des nouveaux cantons de Soissons-1 et de Soissons-2.

### Intercommunalité
La commune est associée avec d'autres communes du Soissonnais au sein de la communauté d'agglomération GrandSoissons Agglomération (créée sous le nom de « communauté d'agglomération du Soissonnais » en 2000, et qui a pris sa dénomination actuelle fin 2018).

### Récapitulatif de résultats électoraux récents
| Scrutin              |  |  | 1er tour | 1er tour | 1er tour | 1er tour | 1er tour | 1er tour | 1er tour | 1er tour | 1er tour | 1er tour  | 1er tour  | 1er tour  | 1er tour | 1er tour | 1er tour | 2d tour            | 2d tour            | 2d tour            | 2d tour            | 2d tour            | 2d tour            | 2d tour            | 2d tour            | 2d tour            |
| Scrutin              |  |  | 1er      | 1er      | %        | 2e       | 2e       | %        | 3e       | 3e       | %        | 4e        | 4e        | %         | 5e       | 5e       | %        | 1er                | 1er                | %                  | 2e                 | 2e                 | %                  | 3e                 | 3e                 | %                  |
| -------------------- |  |  | -------- | -------- | -------- | -------- | -------- | -------- | -------- | -------- | -------- | --------- | --------- | --------- | -------- | -------- | -------- | ------------------ | ------------------ | ------------------ | ------------------ | ------------------ | ------------------ | ------------------ | ------------------ | ------------------ |
| Municipales 2014     |  |  |          | DVD      | 39,18    |          | PS       | 38,67    |          | FN       | 22,14    | Pas de 4e | Pas de 4e | Pas de 4e |          |          |          |                    | DVD                | 45,55              |                    | PS                 | 40,34              |                    | FN                 | 14,10              |
| Européennes 2014     |  |  |          | FN       | 30,70    |          | UMP      | 25,28    |          | PS       | 12,37    |           | UDI       | 9,07      |          |          |          | Tour unique        | Tour unique        | Tour unique        | Tour unique        | Tour unique        | Tour unique        | Tour unique        | Tour unique        | Tour unique        |
| Régionales 2015      |  |  |          | UMP      | 36,57    |          | FN       | 35,89    |          | PS       | 14,36    |           | PCF       | 3,95      |          |          |          |                    | UMP                | 62,16              |                    | FN                 | 37,84              | Pas de 3e          | Pas de 3e          | Pas de 3e          |
| Présidentielle 2017  |  |  |          | FN       | 27,76    |          | LR       | 20,80    |          | EM       | 20,35    |           | LFI       | 18,37     |          |          |          |                    | LREM               | 58,36              |                    | FN                 | 41,64              | Pas de 3e          | Pas de 3e          | Pas de 3e          |
| Européennes 2019     |  |  |          | RN       | 31,09    |          | LREM     | 20,82    |          | LR       | 9,36     |           | EELV      | 8,40      |          |          |          | Tour unique        | Tour unique        | Tour unique        | Tour unique        | Tour unique        | Tour unique        | Tour unique        | Tour unique        | Tour unique        |
| Municipales 2020     |  |  |          | DVD      | 59,44%   |          | LREM     | 15,40%   |          | FN       | 12,42%   |           | DVG       | 7,45%     |          | LFI      | 5,28%    | Pas de Second tour | Pas de Second tour | Pas de Second tour | Pas de Second tour | Pas de Second tour | Pas de Second tour | Pas de Second tour | Pas de Second tour | Pas de Second tour |
| Présidentielles 2022 |  |  |          | RN       | 29.75    |          | EM       | 25.73    |          | LFI      | 21.29    |           | REC       | 7.60      |          | LR       | 4.74     |                    | EM                 | 52.14              |                    | RN                 | 47.86              | Pas de 3e          | Pas de 3e          | Pas de 3e          |

### Liste des maires
| Période       | Période                        | Identité              | Étiquette    | Qualité |
| ------------- | ------------------------------ | --------------------- | ------------ | --- |
| 1944          | 1945                           | Raymonde Fiolet       | PCF          | Secrétaire de mairie, résistante, capitaine FFI |
| 1945          | 1965                           | Louis Roy             | RPF puis UNR | Chirurgien Sénateur de l'Aisne (1959 → 1966) Conseiller général de Soissons (1951 → 1964) Président du conseil général de l'Aisne (1951 → 1959)              |
| 1965          | 1977                           | Jean Guerland         | Radical      | |
| 1977          | 1995                           | Bernard Lefranc       | PS           | Député de l'Aisne (1981 → 1993) |
| 1995          | 2000                           | Emmanuelle Bouquillon | UDF-PSD      | Responsable d'une société de communication Députée de l'Aisne (4e circ.) (1993 → 1997) Démissionnaire                                                        |
| mars 2000     | novembre 2001,                 | M. Claude Parisot     | RPR          | Décédé en fonction |
| novembre 2001 | mars 2008                      | Édith Errasti         | RPR puis UMP | Radiologue Conseillère régionale |
| mars 2008     | avril 2014                     | Patrick Day           | PS           | Psychiatre Conseiller général de Soissons-Nord (2004 → 2015) Député suppléant                                                                                |
| avril 2014    | En cours (au 21 décembre 2020) | Alain Crémont         | DVD          | Chef d'entreprise Vice-président de GrandSoissons Agglomération (2014-2020) Président de GrandSoissons Agglomération (2020 →) Réélu pour le mandat 2020-2026 |

### Vie militaire
Unité militaire ayant été en garnison à Soissons :
- 67e régiment d'infanterie, (avant) 1906-1914 ; 1939-1940 et 1966-1993 (dissolution définitive).

Un comité de soldats clandestin y fut actif à la fin des années 1970.

### Distinctions et labels
- Soissons est classée ville d'art et d'histoire[78].
- Ville fleurie : trois fleurs attribuées en 2007 au Concours des villes et villages fleuris[79].

### Jumelages
La ville de Soissons est jumelée avec :
- Villes :
  -  Eisenberg (Allemagne) depuis 1993
  -  Stadthagen (Allemagne) depuis 1969
  -  Câmpulung (Roumanie) depuis 1995
  -  Guardamar del Segura (Espagne) depuis 1995
  -  Arad (Israël) depuis 1990
  -  Tidjikdja (Mauritanie) depuis 1989
  -  Louiseville (Canada) depuis 1982
- Diocèses :
  -  Bujumbura (Burundi)
- Lyons Club :
  -  Freudenstadt (Allemagne)
  -  Waterlooville (Royaume-Uni)
  -  Modave (Belgique)
- Table ronde :
  -  Eastbourne (Royaume-Uni)
  -  Malmedy (Belgique)

## Population et société

### Démographie

#### Évolution démographique
L'évolution du nombre d'habitants est connue à travers les recensements de la population effectués dans la commune depuis 1793. Pour les communes de plus de 10 000 habitants les recensements ont lieu chaque année à la suite d'une enquête par sondage auprès d'un échantillon d'adresses représentant 8 % de leurs logements, contrairement aux autres communes qui ont un recensement réel tous les cinq ans,.

En 2022, la commune comptait 28 667 habitants, en évolution de +0,71 % par rapport à 2016 (Aisne : −1,97 %, France hors Mayotte : +2,11 %).
| 1793  | 1800  | 1806  | 1821  | 1831  | 1836  | 1841  | 1846   | 1851  |
| ----- | ----- | ----- | ----- | ----- | ----- | ----- | ------ | ----- |
| 7 675 | 7 229 | 8 126 | 7 765 | 8 149 | 8 424 | 9 152 | 10 143 | 9 477 |

| 1856  | 1861   | 1866   | 1872   | 1876   | 1881   | 1886   | 1891   | 1896   |
| ----- | ------ | ------ | ------ | ------ | ------ | ------ | ------ | ------ |
| 7 875 | 10 208 | 11 099 | 10 404 | 11 089 | 11 112 | 11 850 | 12 074 | 12 373 |

| 1901   | 1906   | 1911   | 1921   | 1926   | 1931   | 1936   | 1946   | 1954   |
| ------ | ------ | ------ | ------ | ------ | ------ | ------ | ------ | ------ |
| 13 240 | 14 334 | 14 458 | 14 391 | 17 865 | 18 705 | 20 090 | 18 174 | 20 484 |

| 1962   | 1968   | 1975   | 1982   | 1990   | 1999   | 2006   | 2011   | 2016   |
| ------ | ------ | ------ | ------ | ------ | ------ | ------ | ------ | ------ |
| 23 150 | 25 890 | 30 009 | 30 213 | 29 829 | 29 453 | 28 442 | 28 551 | 28 466 |

| 2021   | 2022   | - | - | - | - | - | - | - |
| ------ | ------ | - | - | - | - | - | - | - |
| 28 705 | 28 667 | - | - | - | - | - | - | - |

#### Pyramide des âges
En 2021, le taux de personnes d'un âge inférieur à 30 ans s'élève à 36,3 %, soit au-dessus de la moyenne départementale (34,5 %). À l'inverse, le taux de personnes d'âge supérieur à 60 ans est de 29,5 % la même année, alors qu'il est de 27,8 % au niveau départemental.
En 2021, la commune comptait 13 427 hommes pour 15 278 femmes, soit un taux de 53,22 % de femmes, légèrement supérieur au taux départemental (51,17 %).
Les pyramides des âges de la commune et du département s'établissent comme suit :
| Hommes | Classe d’âge | Femmes |
| ------ | ------------ | ------ |
| 1,0    | 90 ou +      | 2,5    |
| 8,0    | 75-89 ans    | 12,3   |
| 16,2   | 60-74 ans    | 18,5   |
| 17,7   | 45-59 ans    | 17,6   |
| 17,0   | 30-44 ans    | 16,3   |
| 19,2   | 15-29 ans    | 16,2   |
| 21,0   | 0-14 ans     | 16,6   |

| Hommes | Classe d’âge | Femmes |
| ------ | ------------ | ------ |
| 0,7    | 90 ou +      | 1,9    |
| 6,7    | 75-89 ans    | 9,5    |
| 18,1   | 60-74 ans    | 18,8   |
| 20,2   | 45-59 ans    | 19,6   |
| 18,1   | 30-44 ans    | 17,5   |
| 17,1   | 15-29 ans    | 15,2   |
| 19,2   | 0-14 ans     | 17,6   |

### Santé
- Centre hospitalier de Soissons.

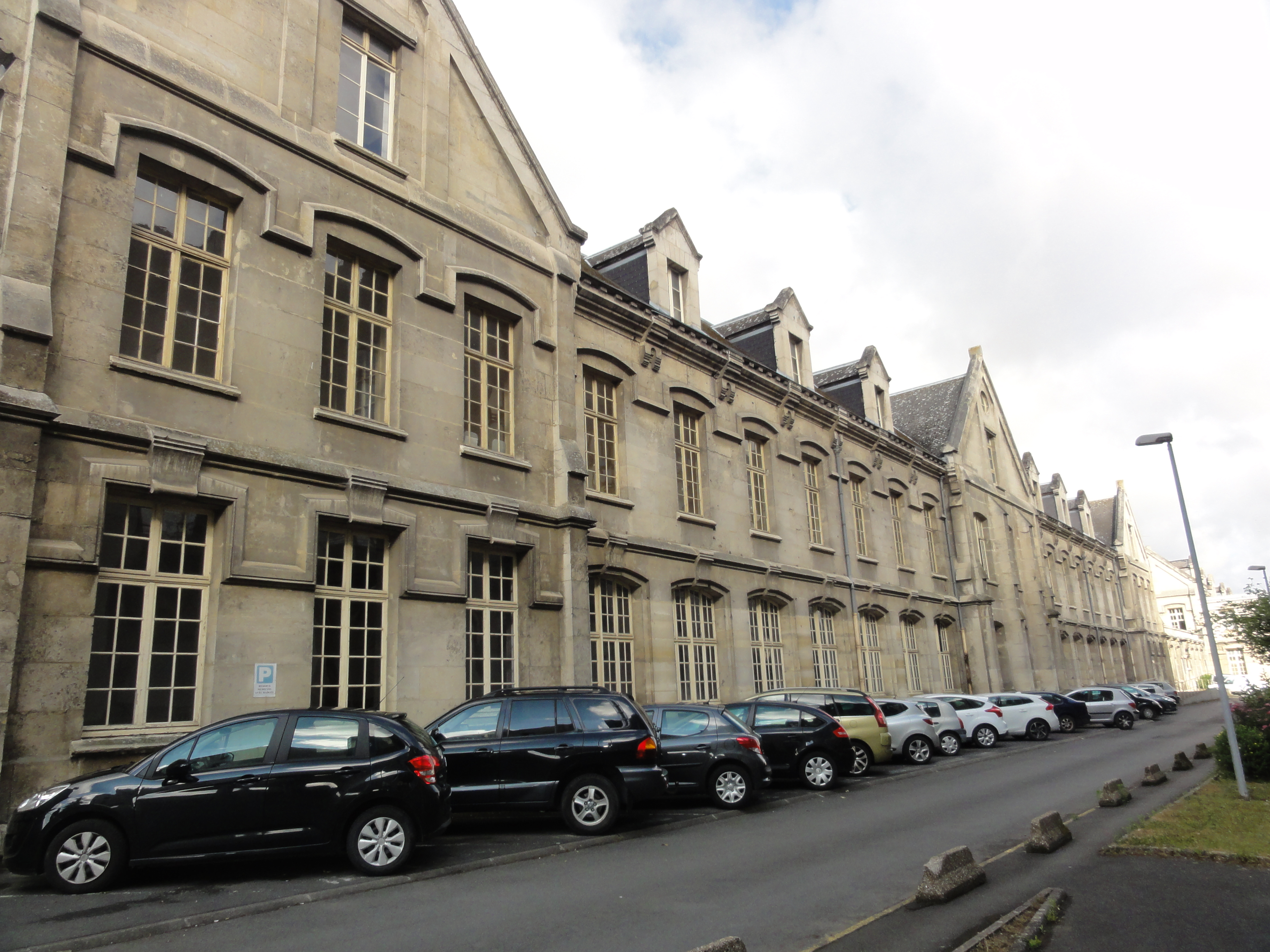
Centre hospitalier, anciens bâtiments.
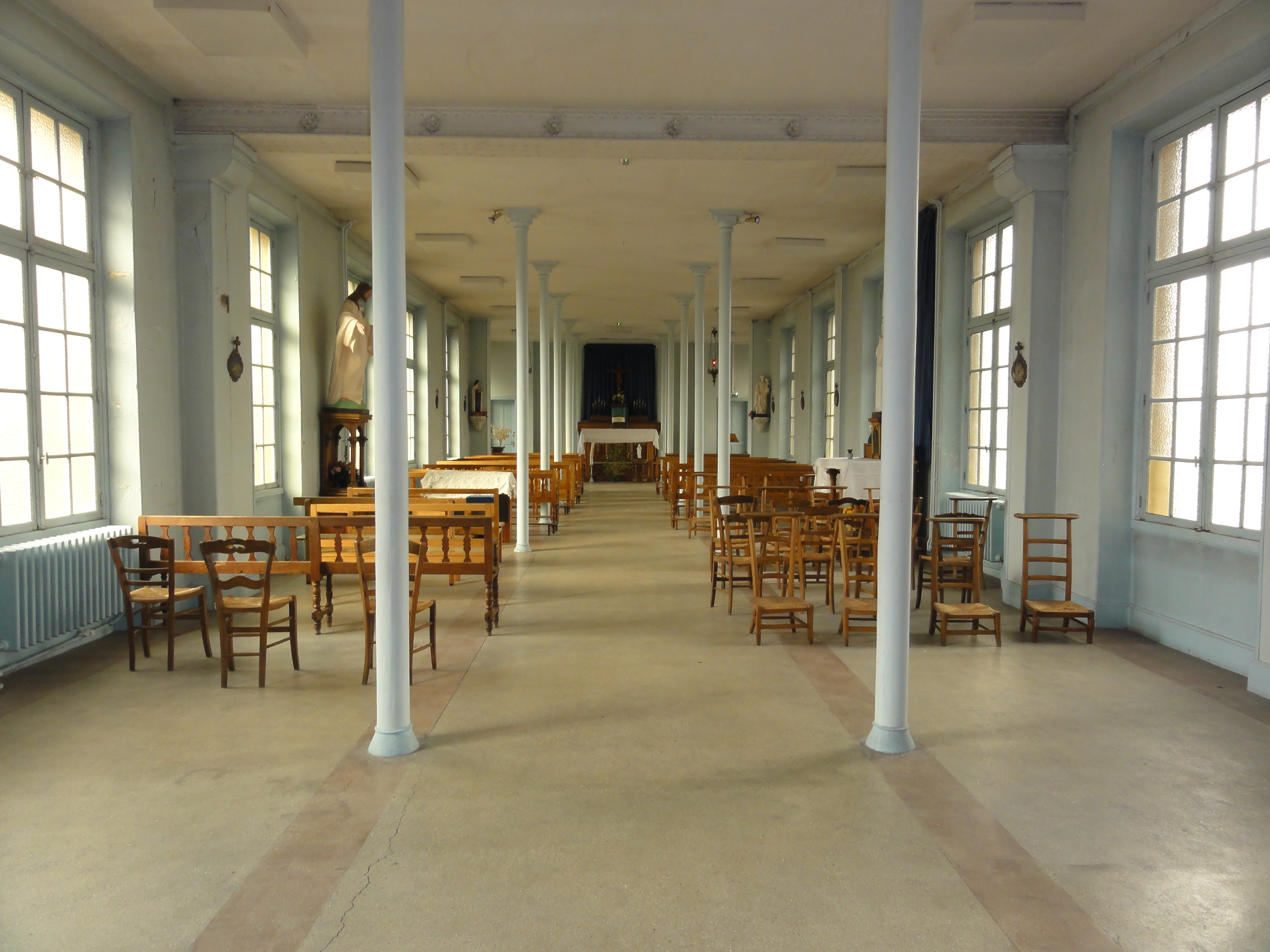
Intérieur de la chapelle du centre hospitalier.

### Manifestations culturelles et festivités
Chaque année la ville de Soissons est le lieu de nombreuses manifestations :
- la fête du jardin d'horticulture en mai ;
- la fête de la Saint-Jean en juin ;
- le feu d'artifice du 13 juillet ;
- le trophée Clovis Karting en août ;
- la fête du Haricot en septembre ;
- la foire Saint-Martin en novembre ;
- Les jeudis de Saint-Jean (moment de culture à partager en famille ou entre amis) de Juillet à septembre.
- Un été sur les Rives de l'Aisne (à la Halte fluviale : locations bateaux, bac à sable, initiations à l'aviron, concert, spectacle…) de juillet à septembre.
- Roll'In Soissons (Parcours en cœur de ville pour rollers, vélos trottinettes...) juin et juillet
- Soissons en Lumières (Mise en lumière du patrimoine)

La ville possède deux salles de spectacles, Le Mail Scène Culturelle et la Cité de la Musique et de la Danse, inaugurée en février 2015.

## Économie
Soissons se transforme et innove pour consolider son attractivité économique. Si l’industrie a connu un déclin marqué par la fermeture de grandes entreprises comme Wolber, BSL, et AR Carton entre 1999 et 2003, la ville a su rebondir en misant sur la diversification et le développement du secteur tertiaire.
Depuis 2004, des initiatives majeures ont redessiné le paysage économique, notamment avec la création du plateau route de Paris et du parc Gouraud, qui a redonné vie à l'ancienne caserne militaire en accueillant des activités innovantes et des entreprises en croissance.
Par ailleurs, Soissons met en œuvre des politiques attractives pour les entreprises, comme une défiscalisation ciblée permettant aux jeunes entreprises de moins d’un an d’exister dans un environnement fiscal favorable.
Le territoire est également marqué par une forte tradition agricole, avec une spécialisation dans la culture de la betterave à sucre, contribuant à l’économie locale tout en soutenant les filières agroalimentaires.
À la suite des travaux du Comité de développement économique du Soissonnais, le CIADT du 18 mai 2000 valide la création et le financement d'un centre de ressource en logiciel libre à Soissons. L'Association Soissons informatique libre est créée en janvier 2001 pour porter le projet. Le Pays soissonnais, créé en mai 2005, inscrit lui aussi le logiciel libre comme identité du territoire. Soissons est aussi la ville des Trophées du Libre et bientôt du Festival du Libre.
Soissons possède un centre consulaire de la Chambre de commerce et d'industrie de l'Aisne.

## Emploi
Soissons présente un marché de l'emploi diversifié, soutenu par plusieurs employeurs majeurs. Le Centre Hospitalier de Soissons se distingue comme l'un des principaux employeurs (170 équivalent personnels médicaux et 1398 agents non médicaux), reflétant l'importance du secteur de la santé.
Le secteur de l'administration publique, de l'enseignement, de la santé et de l'action sociale est prépondérant, employant 5 956 personnes, soit 52,04 % des salariés de la ville.
Par ailleurs, des entreprises industrielles telles que Saint-Gobain PAM, spécialisée dans la production de solutions pour le transport de l'eau, et le groupe Carrefour figurent parmi les employeurs significatifs de la ville.
Historiquement, la Picardie affichait des indicateurs économiques plus solides que le reste des Hauts-de-France. Avant la fusion, elle bénéficiait d’un taux de chômage inférieur de 1 à 2 points à celui du Nord-Pas-de-Calais, grâce à sa proximité avec la région parisienne et la Champagne-Ardenne, deux bassins d’emploi majeurs. En 2015, le taux de chômage en Picardie était de 9,8 %, contre 12,3 % dans le Nord-Pas-de-Calais.
Un atout majeur de Soissons réside dans sa proximité avec Paris. Située à environ 100 kilomètres de la capitale, la ville est bien desservie par des liaisons ferroviaires et routières efficaces. Cette accessibilité permet à une proportion significative de la population active de Soissons de travailler dans l'aire urbaine parisienne, tout en résidant dans un environnement plus paisible. En effet, près de 47 % des Soissonnais travaillant en dehors de la commune exercent leur activité dans l'agglomération parisienne, illustrant la forte interconnexion entre Soissons et la capitale.

## Culture locale et patrimoine

### Lieux et monuments

#### Édifices religieux
- La cathédrale Saint-Gervais-et-Saint-Protais, rue de la Buerie
- L'abbaye de Saint-Jean-des-Vignes, rue Saint-Jean.
- L'abbaye Saint-Léger, rue Saint-Léger.
- L'ancienne abbaye Saint-Médard, place Saint-Médard.
- L'abbaye Saint-Crépin-le-Grand, fondée au Ve siècle fermée en 1790, locaux transformés à usage privé
- L'abbaye Saint-Crépin-en-Chaye, détruite
- L'abbaye augustinienne Saint-Paul, détruite
- L'abbaye Notre-Dame de Soissons
- L'église de la Résurrection, avenue Robert Schuman, au quartier de Preles.
- L'église Sainte-Eugénie, place Finfe, au quartier de la gare.

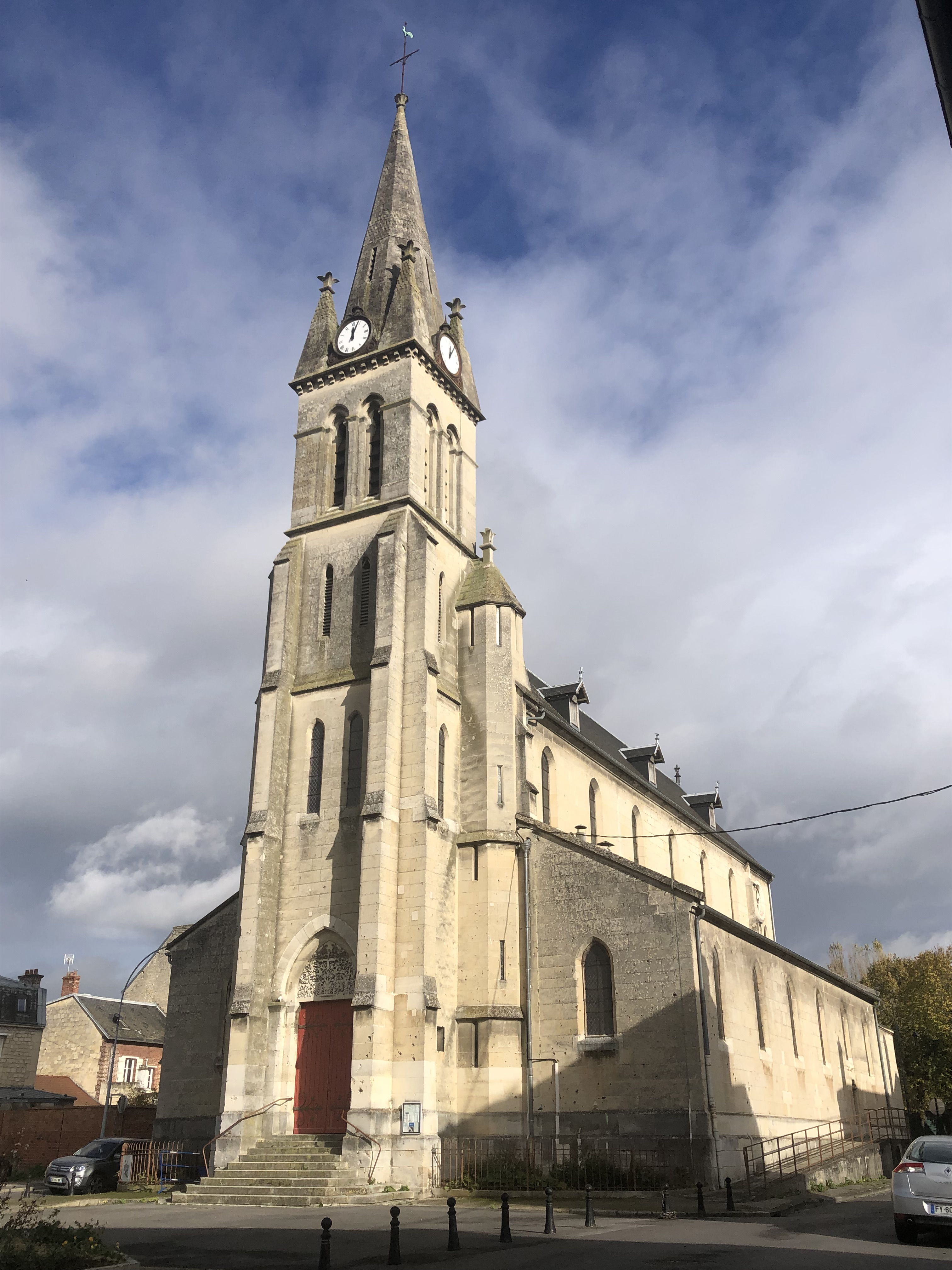
L'église Saint-Waast.

- L'église Saint-Waast.L'église Saint-Waast, rue de la Porte de Crouy.
- L'église Saint-Crépin, boulevard Victor Hugo
- La chapelle du lycée Saint-Remy, rue Saint-Jean.
- La chapelle du lycée Saint-Vincent-de-Paul, avenue de Reims
- L'ancienne chapelle Saint-Charles de lycée Camille Claudel, rue Panleu
- La chapelle du grand séminaire collège Saint-Paul, rue paris
- Le temple protestant, boulevard Gambetta, construit en 1897.
- L'église évangélique baptiste, rue Charlemagne
- L'église évangélique, 10 rue Vallerand
- Salle du Royaume des Témoins de Jéhovah, D304

Soissons abrite encore quelques vestiges d'anciens monuments religieux disparus :
- de l'ancienne abbaye Notre-Dame, rue Vieille-Gagnerie, fondée à l'époque mérovingienne et rasée à la Révolution, subsistent deux baies romanes du bras nord du transept (square Saint-Pierre). Cette abbaye royale, célèbre grâce à la richesse de son trésor de reliques, dont le « soulier de la Vierge » eut de prestigieuses abbesses, comme Gisèle, sœur de Charlemagne, ou Catherine de Bourbon (1525-1594), tante d'Henri IV ;
- le portail ouest de l'ancienne église collégiale St-Pierre-au-Parvis, place Fernand Marquigny, date du XIIe siècle (square Saint-Pierre). Très mutilé, il a fait l'objet d'un essai de reconstitution iconographique[90] ;
- des fouilles archéologiques menées en 1983-1984 ont permis de mettre en évidence les fondations de l'ancienne église du couvent des Feuillants de Soissons que le maréchal de France François-Annibal, duc d'Estrées, et sa femme Marie de Béthune avaient fait bâtir vers 1627-1629. Le maréchal, ancien ambassadeur à Rome offrit à cette église, destinée à devenir le lieu de sépulture de la famille d'Estrées, les reliques du saint martyr Tiburce[Lequel ?], qu'il avait reçues de la main du pape. En 1738, le corps du dernier duc d'Estrées, mort à la fin du mois de décembre de l'année précédent, y rejoignit les 18 tombeaux de ses ancêtres[91],[92],[93] ;
- ancienne abbaye Saint-Paul de Soissons ;
- la crypte de l'abbaye de Saint-Médard qui est conservée et ouverte au public.

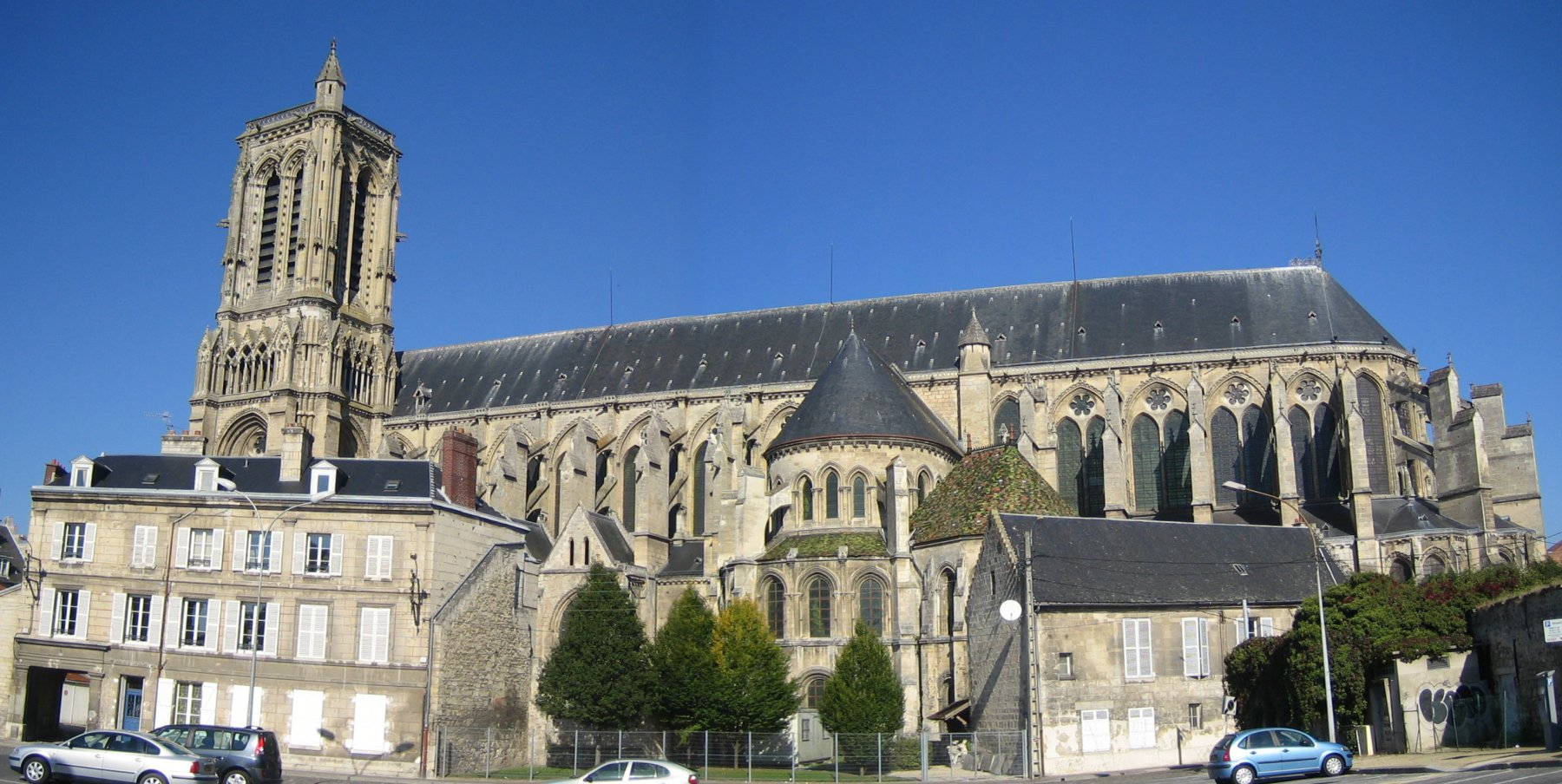
La cathédrale (côté sud).
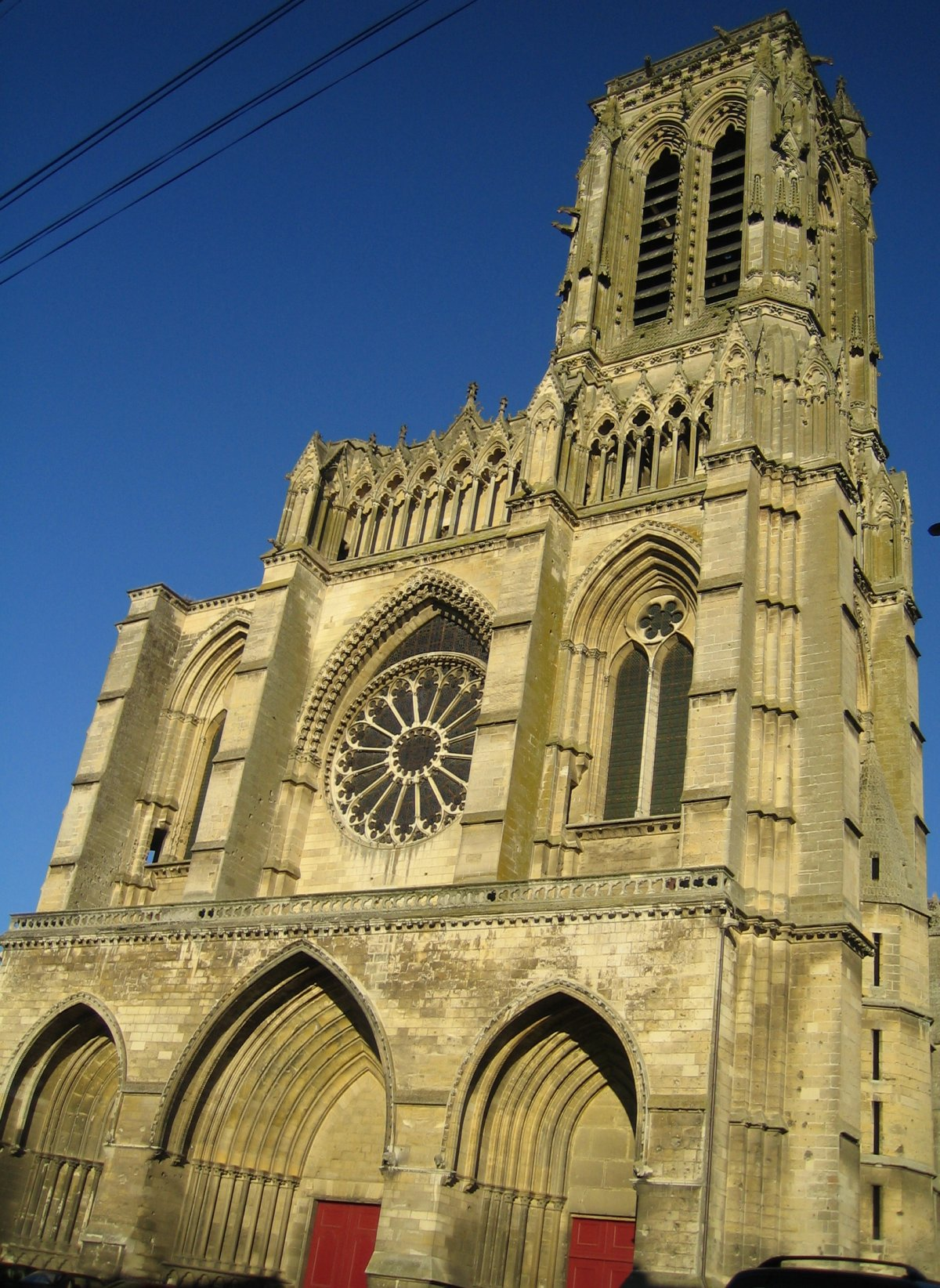
La cathédrale (parvis nord).
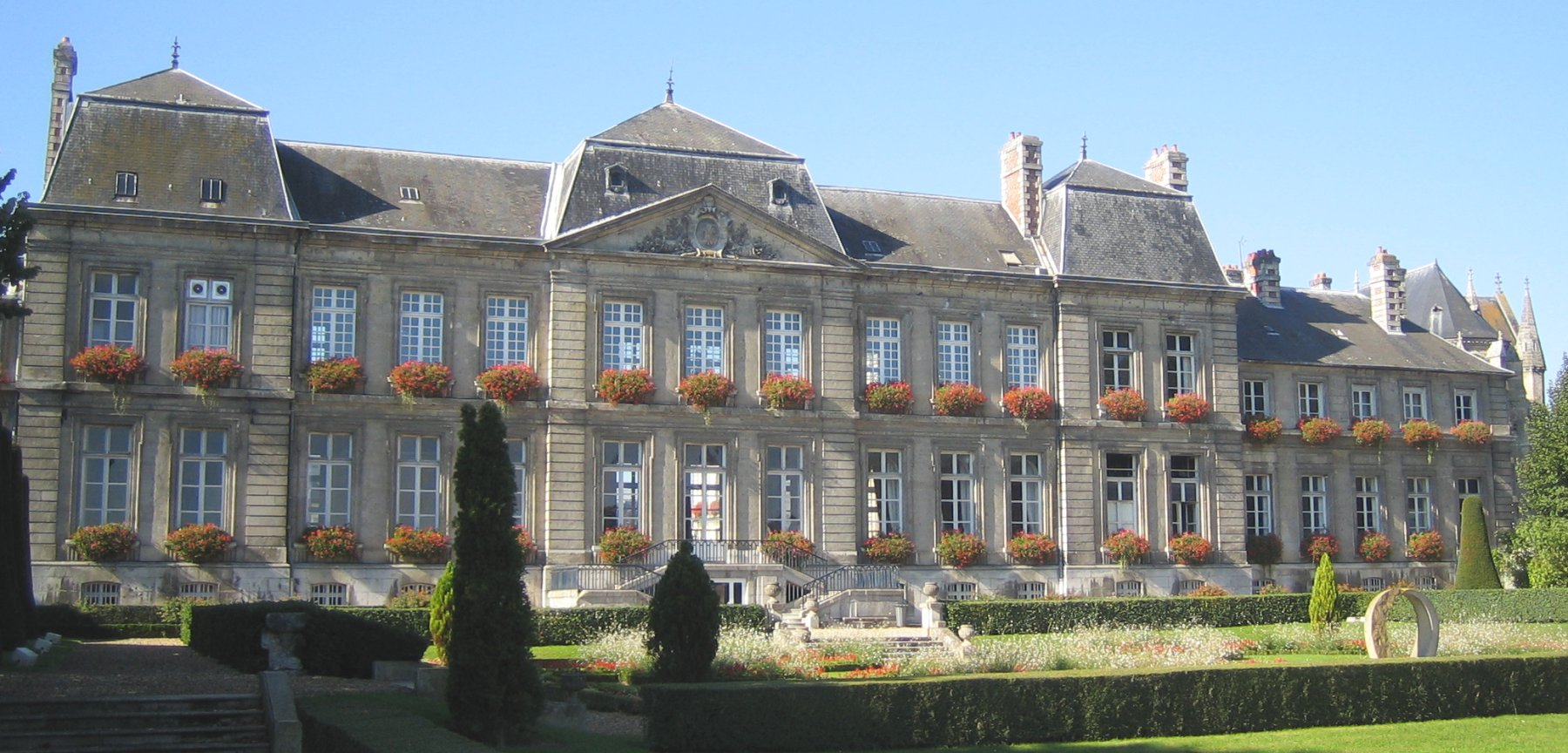
L'hôtel de ville.
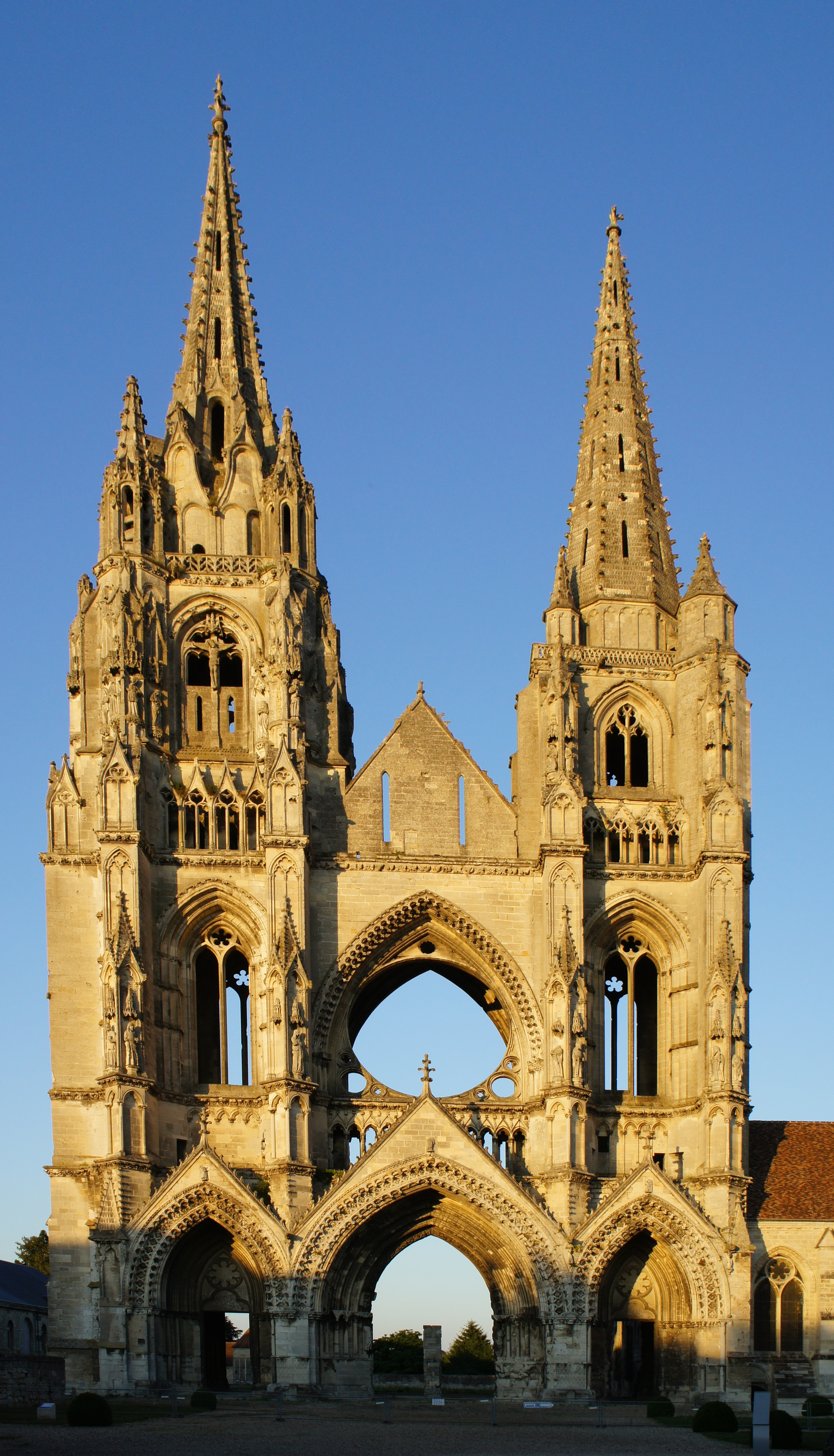
Façade de l'abbaye Saint-Jean-des-Vignes.

#### Édifices civils
- L'hôtel de ville[94]. Ancien hôtel de l'Intendance, construit par l'architecte Jean-François Advyné, entre 1772 et 1775, à la demande de l'intendant Le Pelletier de Mortefontaine sur l'emplacement de l'ancien château des comtes de Soissons. L'hôtel de ville s'y est installé en 1833.
- L'Arsenal : site du musée de Soissons, lieu d'expositions d'art contemporain.
- La passerelle des Anglais[95]. Le tablier est un caisson en béton construit en encorbellement à partir d'une culée contre-poids avec une poutre centrale isostatique de 20,50 m de longueur. La chaussée a une largeur de 3,50 m entre garde-corps.

Le pont d'origine fut détruit en 1914. Il fut reconstruit par les soldats britanniques, et prit logiquement le nom de pont des Anglais. À nouveau détruit lors de la Seconde Guerre mondiale, le pont a été reconstruit en 1950 sous forme d'une passerelle piétonne.
- Le marché couvert, construit en 1908 par l'architecte Albert-Désiré Guilbert (1866-1949).
- L'hôtel de Barral.
- Le cynodrome, où se déroulent des courses de lévriers.
- Le Rond-point de l'Archer orné d'une statue d'un archer en inox de 7 m de haut et de 2 t sur la route nationale 2. Une statue bronze d'un archer nu ornait autrefois le centre du rond-point jusqu'au 7 mai 2002 où elle fut brûlée lors d'une manifestation. Elle fut remplacée par la statue actuelle[96].
- Restes d'un château royal, dans le faubourg Saint-Vaast, sur la rive droite de l'Aisne, dans les restes de l'abbaye Saint-Médard. Il en subsiste un pan de muraille percé de petites baies et la base d'une tour, dite d'Abélard[97].

#### Monuments commémoratifs

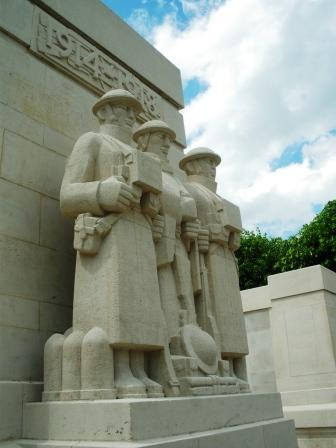
Eric Kennington, Mémorial britannique 1914-1918, détail.

- Monument aux morts de la Guerre de 1870-1871.
- Monument aux morts 1914-1918.
- Mémorial britannique 1914-1918.
- Monument à l'œuvre des sociétés coopératives de reconstruction des régions libérées et à la mémoire de Guy de Lubersac.

### Personnalités liées à la commune
- Liste des comtes de Soissons
- Liste des évêques de Soissons
- Radegonde de Poitiers (520-587), fille du roi de Thuringe dont le père fut assassiné par l'oncle et ce dernier par Clotaire, roi de Soissons.
Clotaire, subjugué par la beauté de Radegonde, la tint captive dans la région. Il avait décidé de l'épouser. Elle s'enfuit et fut reprise et conduite à Soissons où elle dut épouser Clotaire, veuf de la reine Ingonde. Désespérée, Radegonde se consacra aux pauvres de Soissons. 
Ce fut l'évêque saint Médard, qui, en 555, réussit à convaincre son barbare de mari de la laisser embrasser le diaconat. Radegonde fonda l'abbaye de Sainte-Croix située près de Poitiers. Elle y vécut en simple nonne, admirée de ses semblables. Le portail de l'église de Missy-sur-Aisne raconte à sa manière la légende de sainte Radegonde.
- Carloman Ier, né à Soissons en 751, roi d'Austrasie, d'Alemanie et de Thuringe.
- Gauthier de Coincy (1178, Coincy-1236, Soissons), un des tout premiers et des plus grands poètes de la langue française (« Miracles de Notre-Dame »).
- Gérard Gobaille (mort en 1494), évêque de Paris (1492), y est né.

#### Époque moderne
- Jérôme de Gonnelieu (1640-1715), prédicateur jésuite, né à Soissons.
- Pierre-François Tingry (1743-1821, né à Soissons), chimiste, minéralogiste et pharmacien suisse d'origine française.
- Antoine Quinquet (1745, Soissons-1803), pharmacien. Inventeur de la lampe « à double courant d'air », dite lampe à la Quinquet.
- Jean-Jacques Fiquet (1747-1824), homme politique, député à la Convention nationale.
- Louis Antoine Pille (1749-1828), né et mort à Soissons, général français de la Révolution et de l'Empire.
- Amand Marie Jacques de Chastenet, marquis de Puységur (1751-1825), connu pour ses travaux sur le magnétisme animal, fut maire de Soissons sous le Premier Empire de 1800 à 1805.
- Charles-Philippe Ronsin, né le 1er décembre 1751 à Soissons, mort sur l'échafaud le 24 mars 1794 à Paris, est un révolutionnaire et un général français de la Révolution.
- Roch-Étienne de Vichy (1753-1829), vicaire général d'Évreux, aumônier de la reine Marie-Antoinette, évêque de Soissons en 1817, puis évêque d'Autun, en 1819, pair de France, et conseiller d'État.
- Louis-Joseph Adam de Verdonne, (1753 à Soissons - 1831 à Vailly), homme politique.
- François Fabre (1754-1827), domicilié et décédé à Soissons, maréchal de camp et baron de l'Empire.
- Jean-Baptiste Dominique Rusca (27 novembre 1759, la Brigue-14 février 1814, Soissons), général français de la Révolution et de l'Empire, nommé commandant en chef du camp de Soissons le 12 février 1814 et tombé au champ d'honneur lors du siège de la ville par les troupes russes le 14 février 1814.
- Alexandre Gonsse de Rougeville (1761-1814), dit le « chevalier de Maison-Rouge », s'y maria et y résida quelque temps.
- Nicolas-Marie Quinette (1762-1821), notaire, député à l'Assemblée législative puis à la Convention où il vota la mort de Louis XVI. Membre du Conseil des Cinq-Cents, ministre de l'Intérieur (1799), conseiller d'État et membre du gouvernement provisoire (1815). La Restauration l'exila comme régicide.
- Christophe Advinay (Soissons 1763 - Turin 1806), colonel français de la Révolution et de l'Empire.
- Henri François Marie Charpentier (1769-1831), général français de la Révolution et de l'Empire, dont le nom est gravé sur l'Arc de Triomphe[98].
- Émile Martin (1794-1871), né à Soissons, ingénieur et industriel, député de la Nièvre.
- Alphonse Gabriel Victor Paillet (Soissons 1796 - 1855), avocat, ancien bâtonnier de Paris et député de l'Aisne.

#### Dix-neuvième siècle
- Amédée Piette (Vervins 1808 - Soissons 1883), historien, archéologue et dessinateur français. Il a laissé des travaux historiques considérables sur le département de l'Aisne.
- Jean Dours (1809-1877), évêque de Soissons de 1863 à 1876.
- Pierre Deflandre (Soissons 1813 - 1871), général français.
- Jean Charles Maurice Grémion (Saint-Maur-des-Fossés 1817 - Soissons 1883), général français.
- Antoine Wolber (1863-1927), fondateur de la manufacture de pneumatiques Wolber[pourquoi ?].
- Le négociant en tissus Henry ami du père de l'artiste, a chargé le peintre Camille Corot de peindre la vue depuis sa maison et son usine[99]. Considérant Corot comme un amateur, il a négligé de le payer pour des œuvres qui sont maintenant considérées parmi les plus belles du début de la carrière de l'artiste[100].
- Jules Debordeaux , instituteur exécuté à Pasly et cité sur le monument 1870-1871 de Soissons. Les rues Debordeaux, Pasly et Poulette de Soissons sont nommées à la suite de ces événements.
- Emma Saïd Ben Mohamed (Soissons 1876 - 1930), artiste de cirque et chanteuse française sous son nom de scène Aïcha, grand-mère maternelle d'Édith Piaf.
- Mireille Andrieu (1881-1965), décorée de la croix de guerre pour son rôle d'infirmière pendant la Première Guerre mondiale.
- André Vaillant (1890-1977), linguiste, philologue et grammairien spécialiste en slavistique.

Tableaux de Camille Corot
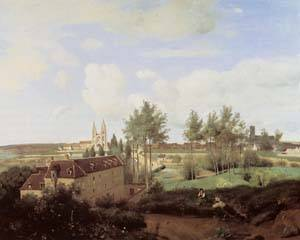
Soissons, vue de la fabrique de M. Henry,1833 Musée Kröller-Müller, Otterlo.
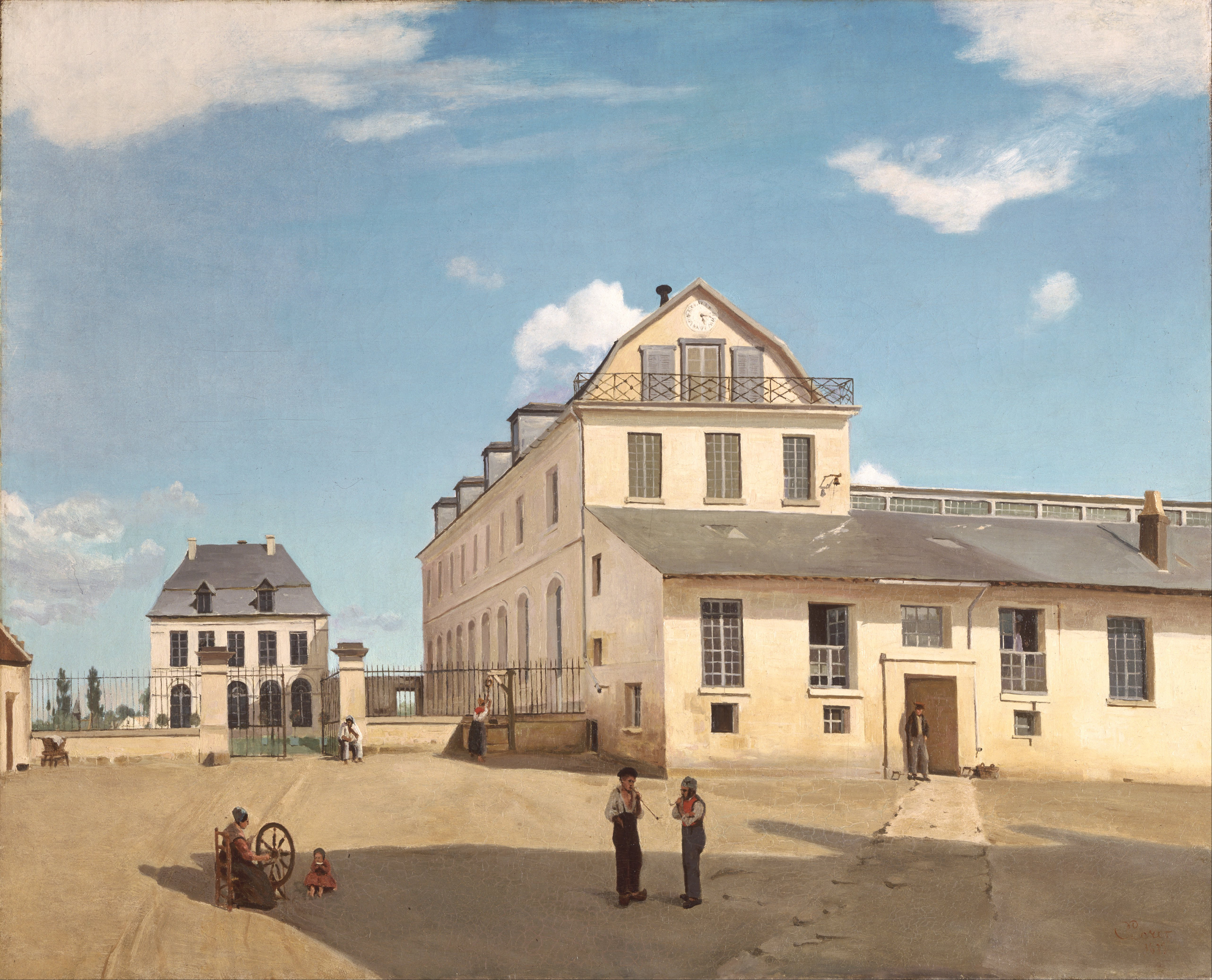
Soissons – Maison d'habitation et fabrique de M. Henry, 1833 Philadelphia Museum of Art.

#### Vingtième siècle
- Jean Mitry (1904-1988, né à Soissons), historien du cinéma.
- Joseph Wresinski (1917-1988), fondateur d'ATD Quart Monde, fut ordonné prêtre à Soissons le 29 juin 1946.
- Raymonde Fiolet, résistante et maire de Soissons de 1944 à 1945.
- Geneviève Mnich (née en 1942 à Soissons), actrice.
- Aurore Clément (née en 1945 à Soissons), actrice.
- Jean-Michel Wilmotte (né en 1948 à Soissons), architecte.
- Thierry Recevski (né en 1949 à Soissons), architecte, urbaniste et designer.
- Patrick Dupond (1959-2021), danseur. À partir de 2004, il intervient régulièrement en tant que professeur dans l'école de danse de sa compagne Leïla Da Rocha à Soissons[101] et enchaîne les spectacles à Soissons et Saint-Quentin dans l'Aisne.
- Stéphane Béchy (né en 1963), concertiste international, organiste de la cathédrale de 1994 à 1999.
- Pascal Demolon (né en 1964 Soissons), acteur.
- Philippe Etchebest (né le 2 décembre 1966 à Soissons), chef cuisiner et animateur de télévision.
- Salima Saa (née en 1971 à Soissons), entrepreneure et femme politique française.
- Olivier Beaudon (né en 1972), rugbyman français.
- Jonathan Brison (né le 7 février 1982 à Soissons), footballeur professionnel évoluant au Chamois niortais.
- Adrien Tomas (né le 4 mars 1986 à Soissons), auteur de fantasy.
- Sofiane Chellat (né le 12 janvier 1990 à Soissons), joueur de rugby professionnel évoluant au Stade français Paris rugby.
- Victor Lobry (né le 16 juin 1995 à Soissons), footballeur professionnel français.

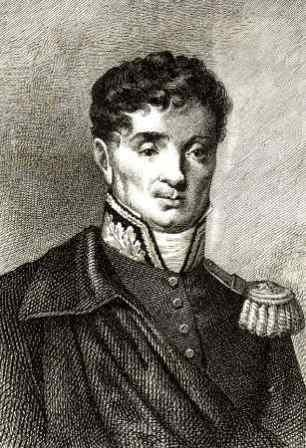
Le marquis de Puységur, maire de Soissons.
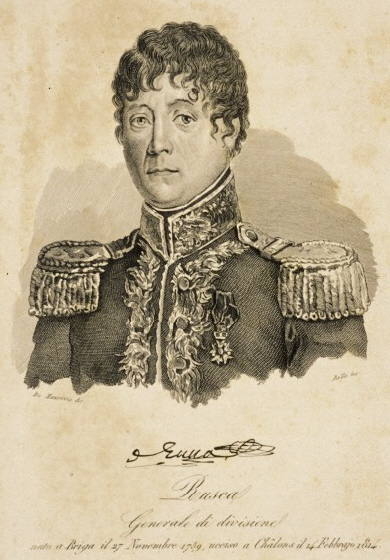
Le général Rusca, gravure de Felice De Maurizio.
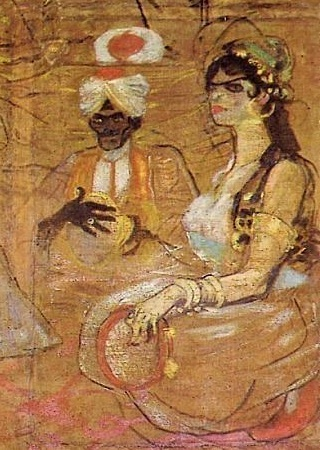
Toulouse-Lautrec, Panneaux pour la baraque de la Goulue, à la Foire du Trône à Paris (1895, détail), Paris, musée d'Orsay. Portrait d'Emma Saïd Ben Mohamed.
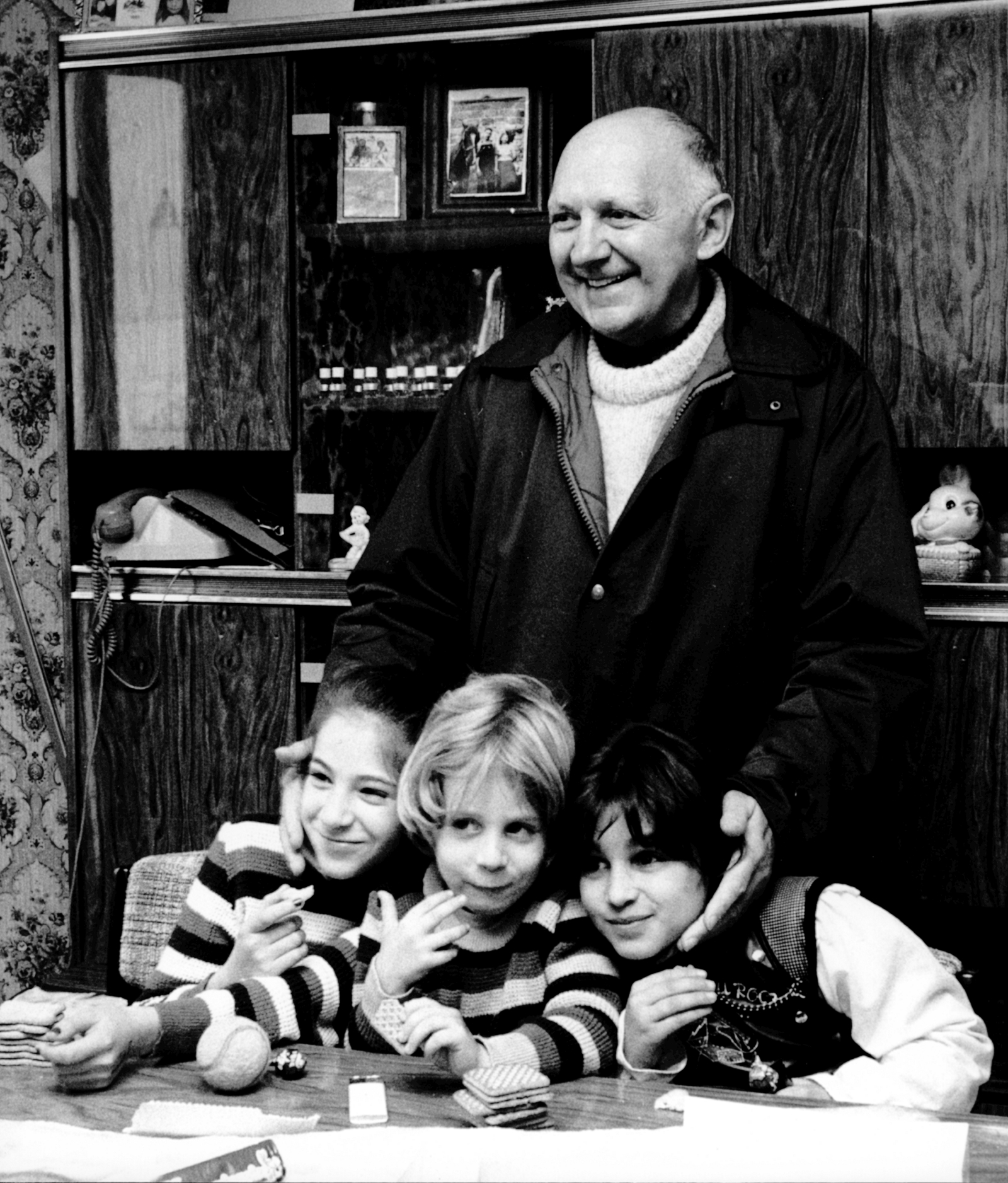
Le père Wresinski en 1986.

### Spécialités culinaires
- La spécialité culinaire du Soissonnais est le haricot de Soissons, haricot blanc cultivé dans l'Aisne depuis le XVIIe siècle.
- On trouve également des friandises en forme de haricot ayant l'appellation de « haricot de Soissons ». Ce haricot entre aussi dans la fabrication de cosmétiques (fards).

### Blason populaire
Les noms jetés ou blasons populaires sont des surnoms ou des sobriquets donnés aux habitants des villes et des villages picards ou voisins de la Picardie. Ces « surpitchets » viennent parfois de l'histoire de la ville, parfois d'un jeu verbal, parfois d'une moquerie des travers des habitants. Le sobriquet picard des habitants de Soissons est : Chés béyeus d'Soissons, le nom béyeus, aussi orthographié beyeux, viendrait du fait qu'autrefois, la compagnie de l'arquebuse avait à sa tête un homme qui faisait le beyeux, c'est-à-dire l'insensé.

#### Culture cinématographique
La ville de Soissons, riche de son patrimoine historique et architectural, a été le cadre de nombreux tournages cinématographiques et télévisuels. Voici quelques productions marquantes :
- Le Gang (1977) : Ce film réalisé par Jacques Deray, avec Alain Delon en tête d'affiche, a utilisé plusieurs lieux emblématiques de Soissons, notamment la rue du Marché, le marché couvert, la place de la République, la rue Desboves, l'avenue Thiers et la place Alsace-Lorraine.
- Quotidien à la une (1987) : Ce téléfilm, réalisé par Bernard Laboureau, a également exploité le cadre unique offert par la ville de Soissons.
- Le Flambeau (2022) : Le nom de la ville ainsi que le vase de Soissons font l'objet d'un comique de répétition dans les épisodes 8 et 9 de la série créée par Jonathan Cohen. En réponse à cette mise en lumière inattendue de la commune, la ville de Soissons a félicité Marc (le personnage interprété par Cohen) pour sa victoire finale en placardant des affiches à son effigie à travers la ville quelques jours après la diffusion du dernier épisode.
- Meurtre à Soissons (2023) : Ce téléfilm récent illustre l’attrait continu de la ville pour les productions audiovisuelles. Certaines scènes ont été tournées dans des lieux emblématiques de la ville, mettant en valeur son patrimoine[104].
- DestinY (2023) : Dans le cadre du projet "ACTION ENFANCE fait son cinéma", les enfants et adolescents du Village d’Enfants de Soissons ont participé au tournage d’un court-métrage, encadrés par des étudiants de l’école de cinéma 3iS[105].

### Héraldique
| Blason de Soissons | Blason  | D'azur, à une fleur de lis d'argent. Ornements extérieursCroix de chevalier de la Légion d'honneur Croix de guerre 1914-1918 Devise / CriFidelis aduror amore (Fidèle, je brûle d'amour) |
| Blason de Soissons | Détails | Blason officiel accordé par ordonnance royale du 3 février 1819. |
| Blason de Soissons | Alias   | De gueules à la fleur de lis d'argent. Ancien blason connu de la ville utilisé avant l'ordonnance de 1819. Celui-ci a été changé pour éviter la confusion avec celui de Lille.           |